# San Marzano di San Giuseppe
San Marzano di San Giuseppe (Shën Marcani in arbërisht, Sa'Mmarzanu in dialetto salentino) è un comune italiano di 8 825 abitanti della provincia di Taranto in Puglia. San Marzano di San Giuseppe, insieme a Casalvecchio di Puglia e Chieuti, è un antico centro arbëresh della regione, fondato sul finire del XV secolo.
Per numero di cittadini, oggi è la più grande fra le colonie albanesi d'Italia. I suoi abitanti hanno preservato l'uso della lingua madre albanese rimanendo l'unico tra i 14 paesi fondati o rifondati dagli albanesi della provincia a conservare usi e costumi del Paese di origine. Il rito bizantino, o greco-cattolico, tipico della comunità italo-albanese si è tuttavia estinto nei secoli passati. 
San Marzano di San Giuseppe appartiene ai 50 comuni albanesi d'Italia in cui la lingua albanese è tutelata dalla legislazione italiana a tutela delle minoranze linguistiche, dalla legge nazionale nº 482 del 1999. L'amministrazione comunale utilizza nei documenti ufficiali anche l'albanese.

## Geografia fisica
Comune dell'alto Salento, si trova ad un'altitudine di 134 m sul livello del mare, sull'altopiano di una collina calcarea delle Murge Tarantine. Il comune è situato tra i comuni limitrofi di Grottaglie, Sava, Fragagnano, Francavilla Fontana; si trova a circa 23 chilometri a est di Taranto, a 20 chilometri a nord del Mar Ionio, a 56 chilometri a ovest di Lecce e immediatamente adiacente alla provincia di Brindisi.

## Origini del nome

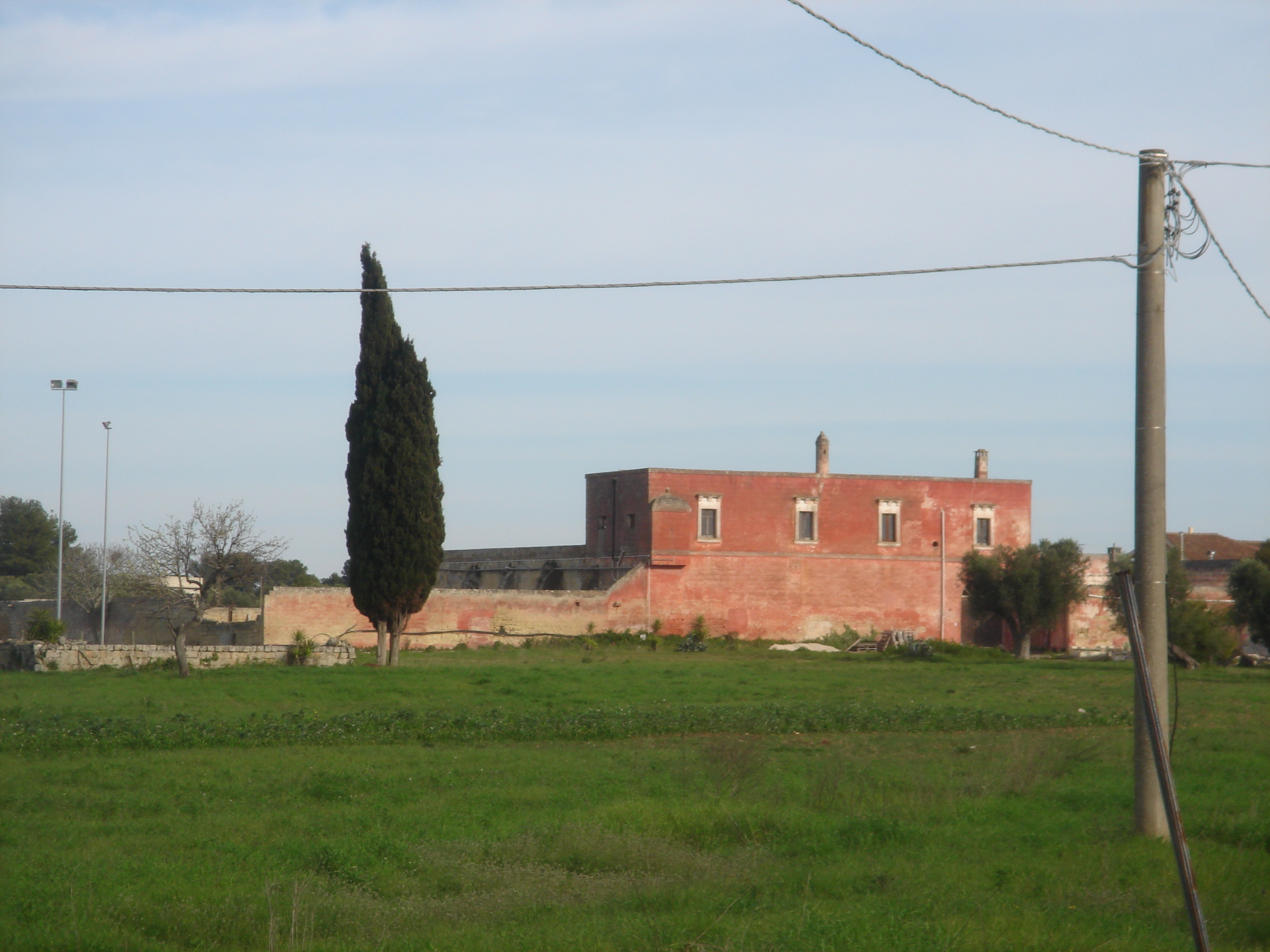
Masseria Casa Rossa, con il tipico comignolo della cultura albanese

Sull'origine del toponimo non esiste una chiara spiegazione. Studi recenti sostengono che il nome Marzano deriva dalla gens romana (gruppo di famiglie) Marcia, che, al momento dell'Impero Romano si era stabilito nella zona dove possedeva dei praedia (proprietà) nei pressi della Masseria Casa Rossa. Un'altra ipotesi è che Marzano derivi da Marcus della famiglia Marcia, che viene testimoniato in Terra d'Otranto anche da altri nomi di luogo e iscrizioni di lapidi funerarie. Un'altra teoria sostiene che Marzano si riferisce a una statio (luogo di sosta per il cambio dei cavalli) romana dedicato a ad una divinità pagana Martiis, cioè Marte.
C'è chi sostiene che il prefisso san derivi dal greco e significhi "agricoltore", che sarebbe stato usato nei nomi dei casali per indicare il mestiere di colui che viveva in quel luogo. Un'altra ipotesi è che il prefisso san stia a indicare la cristianizzazione del primo centro romano dedicato ad una divinità pagana Martiis, cioè Marte.
Nel Medioevo, il toponimo compare nei documenti come "castrum Sancti Marzani" o "Sanctus Marzanum", indicando il nome originale Martianum e non Marcianum. Inoltre tutti i documenti della Curia tarantina, relativi a San Marzano, riportano la dicitura "casalis Sancti Martialis".
Dopo l'Unità d'Italia, con un regio decreto, i sindaci dei comuni del Regno d'Italia con lo stesso nome, vennero invitati ad aggiungere al nome del paese un suffisso che identificasse la vita della popolazione. Il 7 settembre 1866, il sindaco di San Marzano, Francesco Paolo Cavallo, decretò che al nome medioevale Sanctus Marzanus si aggiungesse di San Giuseppe, dovuto al culto di San Giuseppe, affinché si potesse distinguere da San Marzano sul Sarno e da San Marzano Oliveto.

## Storia

### Dal Neolitico all'Antichità
Il territorio intorno a San Marzano era già abitato nel Neolitico (V millennio a. C.), come confermano numerosi reperti. Ci sono tre aree distinte in cui sono attestate le prime forme di presenza umana; queste sono le contrade la Grotte e la Neviera e l'area intorno alla Masseria Casa Rossa. Nella prima contrada, lungo la lama a forma di Y, è stato rinvenuto materiale litico preistorico, come schegge di ossidiana e numerose lame (coltelli) di selce, mentre nelle pareti della gravina, nei pressi del santuario rupestre della Madonna delle Grazie, si osservano delle grotte scavate ad uso di tombe, risalenti alla tarda età del bronzo (1300–800 a. C.) e poi riutilizzate in età altomedievale (500-1050) come abitazioni ipogee.

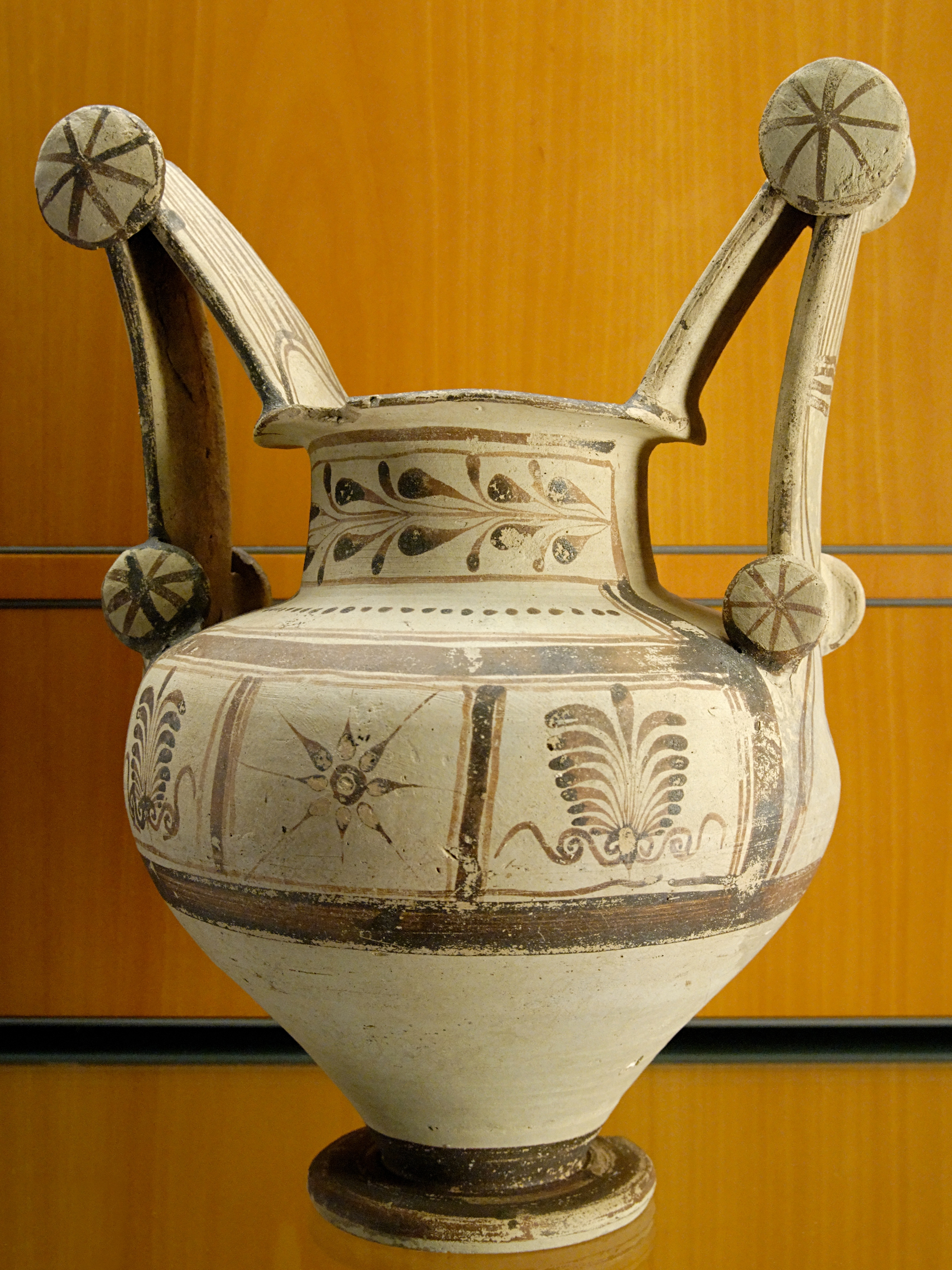
Trozzella del IV secolo a.C.

Nella Contrada Neviera (vicino al santuario rupestre) sono stati scoperti resti di un muro massiccio che potrebbe essere stato la linea di confine tra l'area greca (Chora Tarantina) e quella indigena (messapica) di Oria.
Lungo la Strada Provinciale San Marzano-Grottaglie, a circa due chilometri da San Marzano, nel 1897 furono scoperti gli avanzi di un muro monumentale, chiari indizi di un insediamento fortificato, ben strutturato e risalente probabilmente al V sec. a. C., come testimoniano i corredi tombali in materiale attico, una trozzella messapica e resti di ossa umane.
Meglio documentata è la presenza di capannicoli nei pressi della Masseria Casa Rossa, dove, nel 1990, vennero ritrovati i segni di un villaggio del Neolitico. La zona, disseminata di grumi di intonaco di capanna e di frammenti di ceramica di vario tipo, sembra essere stata intensamente frequentata.
Nel periodo romano (VIII secolo a. C.-VII secolo d. C.), il territorio di San Marzano si trovava al confine con l'Oria messapica e si trovava sotto la giurisdizione del territorio di Taranto. Nell'area della Masseria Casa Rossa c'era un "Pagus" (villaggio). Inoltre esistevano in Contrada Pezza Padula numerosi reperti archeologici, come monete e resti di una villa rustica, forse di un patrizio.
Sono conservati nel Museo Archeologico Nazionale di Taranto ritrovamenti occasionali di tombe del alto medioevo (476 d. C.-1000 n. C.) con arredi funebri di una fibula e un prezioso anello bronzeo, entrambi databili al V-VI sec. d. C. oltre ad alcune monete bizantine.

### San Marzano nel Medioevo
È noto che l'area di San Marzano di San Giuseppe era abitata nel Medioevo. A causa delle continue incursioni dei saraceni, che durarono dal secolo VIII secolo fino all'anno 1000 ca., gli abitanti si ritirarono nelle vicine grotte sparse e nelle comunità vicine nell'entroterra, dove potevano vivere più tranquilli.
Nei secoli precedenti all'arrivo degli albanesi, non c'è quasi nessuna informazione sulla successione feudale di San Marzano. Il documento più antico che menziona questa zona è del 1196, quando l'antico Castrum Carrellum (struttura fortificata) era associato all'adiacente area di Caprarica Un altro documento è un atto di donazione di tale Andrea, soldato e proprietario della struttura fortificata di Castrum Carrellum, al clero di Taranto dell'anno 1281. Nel 1304 Egidio de Fallosa, proprietario del Tenimentum Sancti Marzani, venne sollecitato dalla cancelleria angioina a pagare le decime al clero di Oria.
Nel 1329, il casale venne infeudato a Giovanni Nicola De Temblajo; da un documento degli archivi di Napoli del 1378 si evince che il feudatario di San Marzano era Guglielmo de Vicecomite che possedeva anche i casali di Lizzano, San Paolo, Mandurino e Sant'Erasmo.

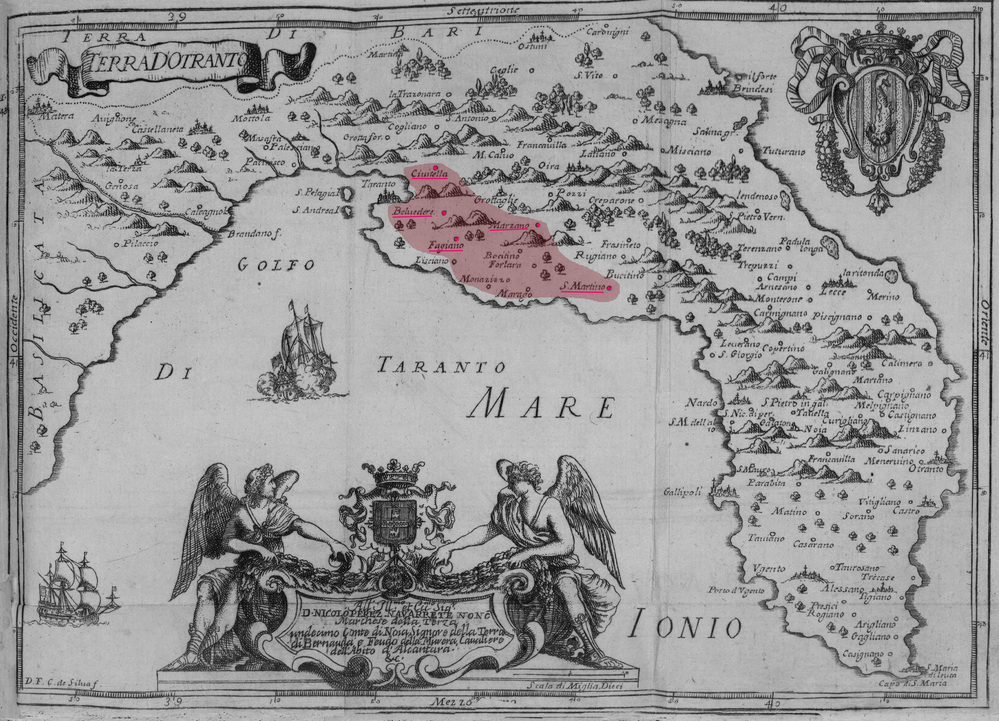
Posizione approssimativa dell'Albania Tarantina

Più tardi, quando il casale faceva parte del Principato di Taranto, si trovava ai confini del Principato ed era abbandonato cosicché il principe Giovanni Antonio Orsini del Balzo lo diede in feudo a Ruggero di Taurisano, affinché lo potesse ripopolare. Costui però non si occupò per niente di far riabitare il casale abbandonato, per cui era spopolato quando Roberto da Monterone sposò Delizia (anche: Adelizia), figlia di Ruggero, che lo portava in dote. Il 30 gennaio 1461 Delizia, con consenso reale, donò il casale al figlio Raffaele..
Solo suo figlio Roberto ne curò il ripopolamento, fino a che, per le tristi condizioni del tempo in cui viveva, si trovò impigliato nella congiura dei baroni locali (1459-1462), attizzato dagli Angiò francesi contro il Re spagnolo di Napoli, Ferdinando I, per cui fu accusato di fellonia e il feudo gli venne tolto. Nel 1465, il feudo, insieme al Principato di Taranto fu inglobato nel Regno di Napoli, da parte di Giovanna d'Aragona, vedova di Ferdinando I ed erede del Principato e parzialmente assegnato in piccoli feudi a famiglie di provata fede aragonese.

### Demetrio Capuzzimati e l'insediamento albanese (1530)
Verso la fine del secolo XV e l'inizio del secolo XVI molti casali nell'Albania Tarantina, distrutti dai soldati di Giorgio Castriota Scanderbeg durante la rivolta dei baroni locali (1459-1462) furono ricostruiti e insediati dai soldati stessi.
All'inizio del '500, il feudo di San Marzano apparteneva a Stefano di Mayra di Nardò, Signore del casale di Sava che, nel 1504, vendette il feudo disabitato a Francesco Antoglietta, 8º barone di Fragagnano. È storicamente provato che già intorno al 1508 si erano insediate nella parte bassa di San Marzano alcune famiglie corfiote ed epirote provenienti dal vicino villaggio di Fragagnano a causa della incompatibilità con la popolazione autoctona. La presenza di questa prima piccola comunità potrebbe spiegare la natura del primo tessuto urbano del casale dopo il 1530.
Ci sono poche prove del primo insediamento di San Marzano. Solo da un inventario dei beni del Università di Taranto del 1528 si evince che San Marzano per "servicio Cesareo" ha dovuto pagare dieci salme di paglia.
Con disposizione del 24 aprile 1530, il re di Napoli, Carlo IV, incaricò il viceré di Napoli, Filiberto di Chalon di mettere all'asta i beni appartenenti al regio demanio e quei feudi devoluti alla corona, per raggiungere la somma di 40.000 ducati d'oro. A sua volta, il principe di Chalon delegò per tale operazione il luogotenente Pompeo Colonna, futuro viceré. Con dispaccio personale del 1º maggio di quell'anno dispose la delega al Colonna di vendere città, terre, luoghi, castelli ecc. Si avviò una serie di negoziati che videro interessato anche il feudo di San Marzano in Terra d'Otranto, situato tra il confine della città di Taranto e quella della città di Oria, per il quale fece richiesta di acquisto il fedele "caballero de armadura ligera" (cavaliere della cavalleria leggera), Demetrio Capuzzimati (anche: Capuzomano; il cui cognome è stato italianizzato, in quanto letteralmente in lingua albanese significa “scarpa grande”) che lo ebbe per 700 ducati insieme al titolo di barone con atto di compravendita, datata 27 luglio 1530. All'inizio del '500, i Capuzzimati vivevano a San Pietro Vernotico e a Squinzano nel Salento.

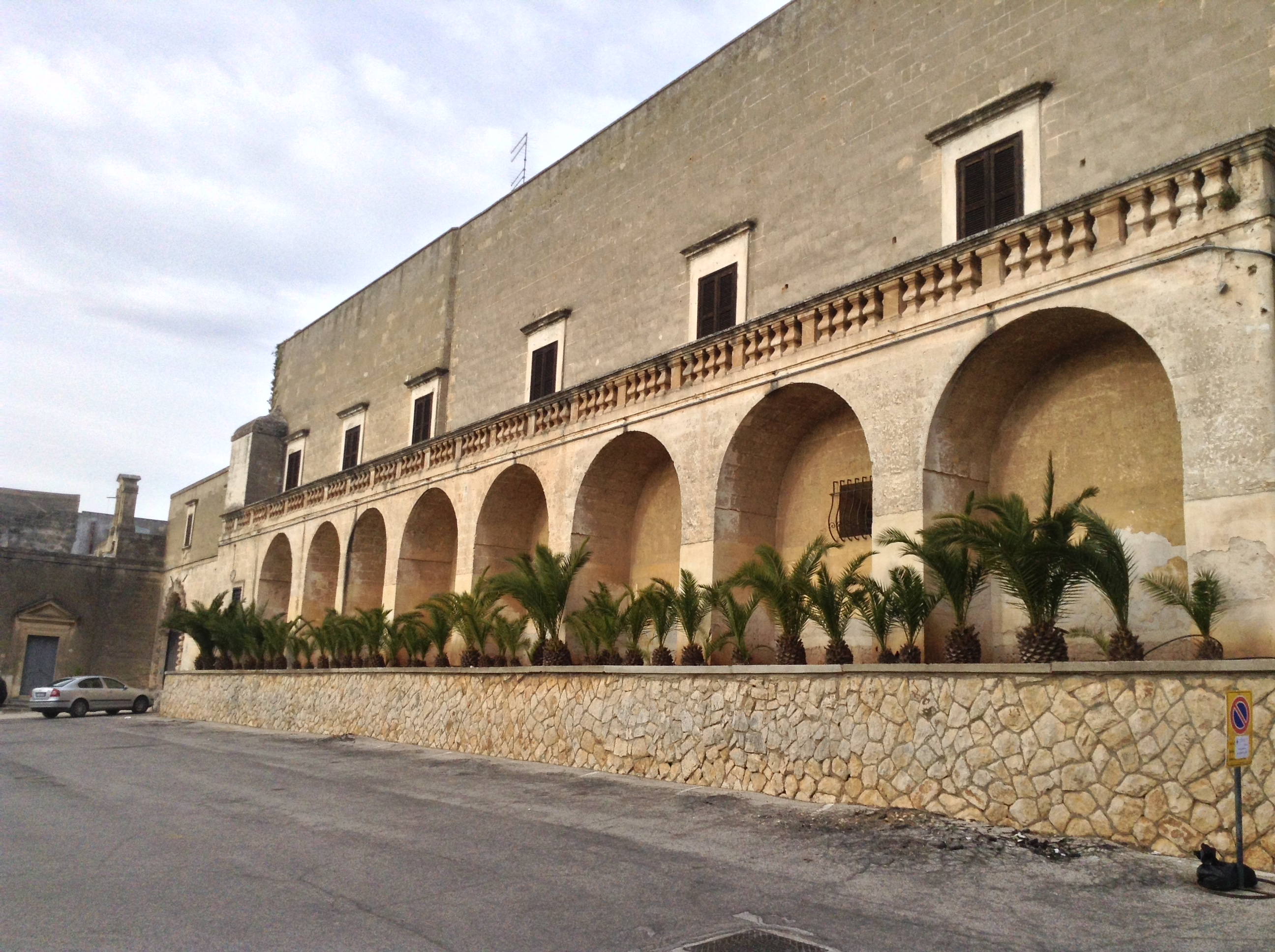
Palazzo Capuzzimati con la chiesa San Gennaro del XVI secolo

Con regio assenso di Carlo IV, la compravendita venne confermata al collocatore Demetrio Capuzzimati († 17 febbraio 1557 a San Marzano di San Giuseppe), probabile figlio o fratello del capitano degli stradioti, Giorgio Capozimadi di Nauplia, il 5 febbraio del 1536 affinché "possit rehabitare de hominibus et incolis ibidem habitare volentibus de exteris lamen et non regnicolis hec numeratis in ulla numeratione" con il privilegio d'esenzione fiscale per dieci anni. Nello stesso anno, l’8 novembre, il Capuzzimati acquisì in enfiteusi dal clero di Taranto anche l'adiacente feudo “de li Riezzi” (Rizzi), dove si trovava il medievale Castrum Carrellum. Per questa concessione Capuzzimati avrebbe dovuto pagare al clero tarantino annualmente 50 ducati in carlini d'argento. La fusione dei due feudi creò l'attuale San Marzano.
Pertanto, durante il dominio del Capuzzimati, il territorio si popolò di numerose famiglie epirote che, oltre alla lingua di origine, portarono nella nuova patria gli usi, costumi e la propria fede orientale. Il Capuzzimati iniziò immediatamente la costruzione del palazzo feudale al confine dei due feudi. Il confine era esattamente tra le porte dell'antico cancello d'ingresso. Da un lato c'era un piccolo gruppo di case dietro le odierne Vie Cisterne, Trozzola e, forse, una parte delle vie Vignale e Garibaldi. Dall'altra parte si trovava la parte principale del centro storico tra le vie Addolorata e Casalini con accesso al Palazzo Capuzzimati da destra e da sinistra. I due quartieri abitativi furono separati dal parco baronale, dagli uliveti e vigneti che raggiungevano la piazza dell'odierna chiesa madre. Questi boschetti esistevano ancora dopo l'unione d'Italia.
Dopo la morte di Demetrio nel febbraio del 1557, il figlio maggiore, Caesare, ereditò il feudo. Il suo successore fu suo figlio Demetrio junior nel 1595.
Da una relazione del 1630 sul centro storico si evince che le abitazioni, distribuite intorno al palazzo baronale, soprattutto verso parte del feudo Rizzi, "sono generalmente case matte coverte a tetti, sono sì ben poste con buon ordine" e ci si può muovere per il paese attraverso "piane et ample strade nette e d'estate e d'inverno".
Nello stesso anno, la Regia Camera della Sommaria espropriò il feudo dell'indebitato Demetrio, lo devolse alla regia corona e lo vendette all'asta nel 1639 per 20.000 ducati a, Francesco Lopez y Royo dei duchi di Taurisano, di provenienza spagnola.
Secondo il rapporto del tavolario Scipione Paterno dell'8 luglio 1633 il Casale di San Marzano confinava ad est con la terra di Francavilla, ad ovest con il Casale Fragagnano e a nord con quello di San Giorgio.

### Il Marchesato di San Marzano

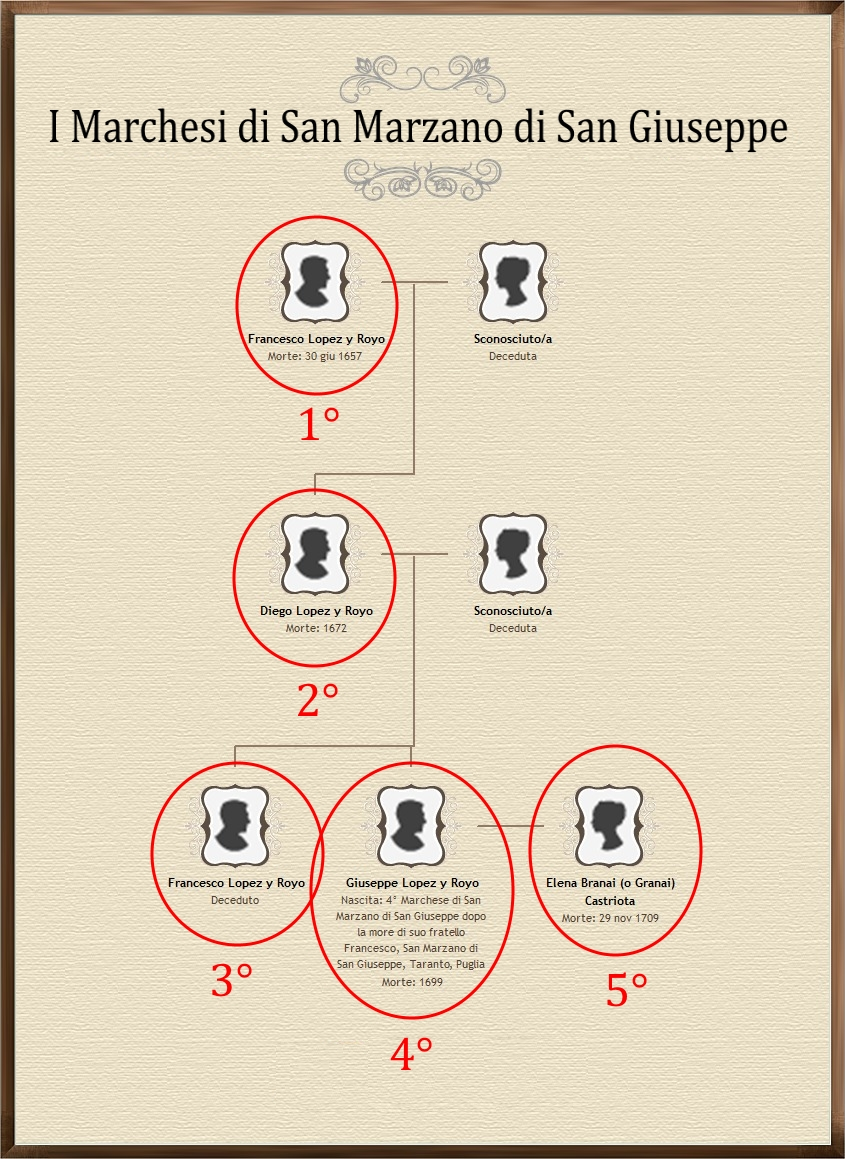
I Marchesi Lopez y Royo di San Marzano

Il 19 aprile 1645 Francesco Lopez y Royo e i suoi discendenti vennero onorati dal re di Napoli, Filippo III, con il titolo di marchese. Quando Francesco morì il 30 giugno 1657, il feudo fu ereditato da suo figlio Diego, a cui seguì il figlio primogenito Francesco nel 1672. Dal momento che quest'ultimo non lasciò eredi, il marchesato andò al fratello Giuseppe che era sposato con Elena Branai (Granai) Castriota, discendente della linea diretta di Vrana Konti (confidente e comandante di Giorgio Castriota Scanderbeg). Dal momento che la coppia non ebbe figli, nel 1699 si estinse la casata dei Lopez y Royo. A questo punto la Regia Corte tentò di espropriare il feudo. Elena Branai (Granai) Castriota si oppose al sequestro del feudo e offrì una transazione di 5.000 ducati, a patto che rimanesse la sua tenutaria. Da Napoli, il 7 luglio 1700, la Camera della Sommaria accettò l’offerta ed Elena, erede universale dei beni del marito, rimase proprietaria del feudo di San Marzano.

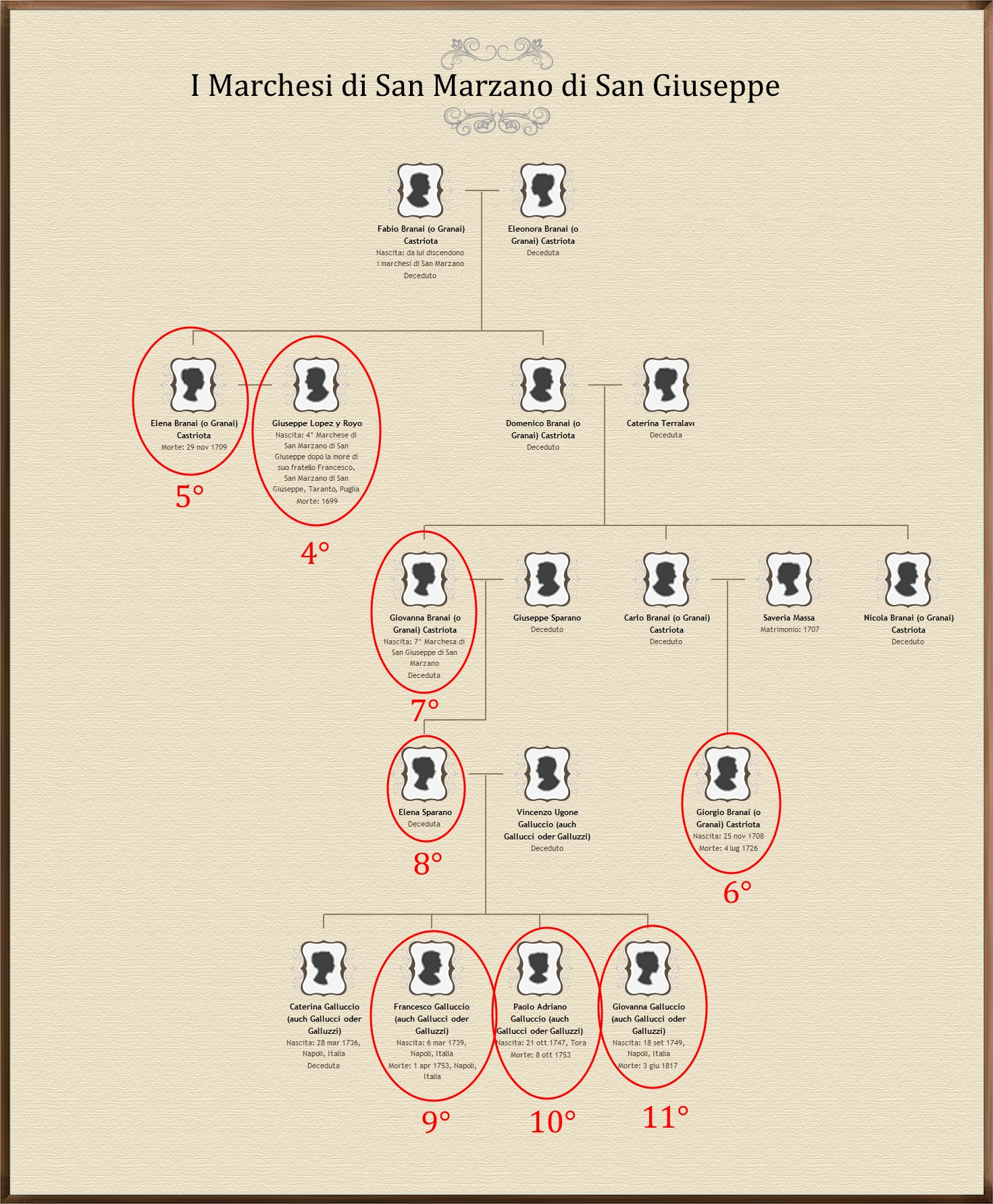
I Marchesi Branai Castriota di San Marzano

Quando Elena morì il 29 novembre del 1709, per volontà testamentaria della stessa, il feudo andò al pronipote Giorgio Branai (Granai) Castriota (* 25 nov 1708; figlio di Carlo, nipote di Elena in quanto figlio del fratello Domenico). Quando quest'ultimo morì senza eredi il 4 luglio del 1726, il feudo andò a Giovanna Branai (Granai) Castriota, una zia, sorella del padre Carlo. Nel 1744 Giovanna Branai (Granai) Castriota donò il feudo a sua figlia Elena Sparano, andata in sposa a Vincenzo Ugone Galluccio (anche: Gallucci o Galluzzi) di Galatina, duca di Tora.
Da un documento del 17 agosto del 1745 si evince che il marchesato di San Marzano era stato intestato a Francesco Galluccio, primogenito di Elena Sparano. Alla morte di Francesco, avvenuta il 1º aprile del 1753, non essendoci eredi diretti, il feudo andò alla sorella Caterina (* 28 marzo 1736) che rifiutò il marchesato per diventare monaca “suor Maria Gaetana” nel monastero della Croce di Lucca a Napoli.
Il feudo passò così al fratello minore Paolo (* 21 ottobre 1747) che morì l'8 ottobre 1753. Il feudo quindi passò alla sorella minorenne Giovanna (* 18 settembre 1749), per la quale il padre e tutore Vincenzo Ugone, inoltrò richiesta alla Regia Camera della Sommaria per l'intestazione nei Cedolari del feudo di San Marzano.
Nel 1755, il feudo andò a Giuseppe Pasquale Capece Castriota (1708-1785), barone di Maglie che pagò 11.000 ducati alla famiglia Galluccio. Nel 1785 gli succedette il nipote Nicola e dopo la sua morte nel 1791, la sorella Francesca Maria Capece Castriota, duchessa di Taurisano. Questa ebbe il marchesato di San Marzano sino al 1806, quando sopraggiunsero le leggi eversive dei feudi.
Ma alla morte del suddetto Nicola nel 1791 il marchese Filippo Bonelli si era opposto alla nomina di Francesca Maria come marchesa di San Marzano ed aveva presentato ricorso presso il Sacro Regio Consiglio chiedendo la spettanza del feudo, sulla linea ereditaria dei Branai (Granai) Castriota. Alle rivendicazioni di Filippo Bonelli subentrarono i suoi eredi dopo 15 anni. In conclusione, il 14 aprile 1806, su figlio Pasquale ebbe il titolo di marchese di San Marzano che andò a suo figlio Pasquale e a suo nipote Raffaele, l'ultimo marchese di San Marzano. Nel 1929 Raffaele Bonelli vendeva ad Angelo Casalini di Francavilla, il Palazzo marchesale e i beni posseduti nel feudo di San Marzano. I discendenti di Angelo Casalini ancora oggi sono in possesso del palazzo.

#### Lista dei Signori di San Marzano

##### I Baroni di San Marzano
- 1º Barone - Demetrio Capuzzimati († febbraio 1557)
- 2º Barone - Cesare Capuzzimati († 1595), figlio di Demetrio
- 3º Barone - Demetrio Capuzzimati, figlio di Cesare
- 4º Barone - Francesco Lopez y Royo (acquista San Marzano nel 1639)

##### I Marchesi di San Marzano
- 1º Marchese - Francesco Lopez y Royo († 1657)
- 2º Marchese – Diego Lopez y Royo († 1672), figlio di Francesco
- 3º Marchese – Francesco Lopez y Royo, figlio di Diego
- 4º Marchese – Giuseppe Lopez y Royo († 1699), fratello di Francesco
- 5ª Marchesa – Elena Branai (Granai) Castriota, discendente di Vrana Konti († 1709), moglie di Giuseppe Lopez y Royo
- 6º Marchese - Giorgio Branai (Granai) Castriota († 1726), pronipote di Elena Branai (Granai) Castriota
- 7º Marchese - Giovanna Branai (Granai) Castriota, una zia paterna
- 8° Elena Sparano, figlia di Giovanna Branai (Granai) Castriota (riceve il Marchesato per donazione della madre nel 1744)
- 9º Marchese - Francesco Galluccio († 1753), figlio di Giovanna Branai (Granai) Castriota (riceve il Marchesato per donazione della madre il 17. August 1745)
- 10º Marchese - Caterina Galluccio, sorella di Francesco, che rifiuta. Il Marchesato va al fratello Paolo († 8 ottobre 1753)
- 11º Marchese - Giovanna Galluccio, sorella minorenne di Paolo
- 12º Marchese - Giuseppe Pasquale Capece Castriota († 1785), discendente di Vrana Konti, compra il Marchesato nel 1755
- 13º Marchese – Nicola Capece Castriota († 1791), nipote (figlio del figlio) di Giuseppe
- 14º Marchese - Francesca Maria Capece Castriota, sorella di Nicola
- 15º Marchese - Pasquale Bonelli, Marchese dal 14. April 1806
- 16º Marchese – Pasquale, figlio di Pasquale
- 17º Marchese – Raffaele, figlio di Pasquale, l'ultimo Marchese

### Simboli
Nello stemma del comune di San Marzano di San Giuseppe, riconosciuto con decreto del capo del governo n. 10947 del 14 luglio 1936 è raffigurato, su sfondo azzurro, un albero e un leone rampante armato di spada. Il gonfalone è un drappo di azzurro.

## Monumenti e luoghi d'interesse

### Architetture religiose

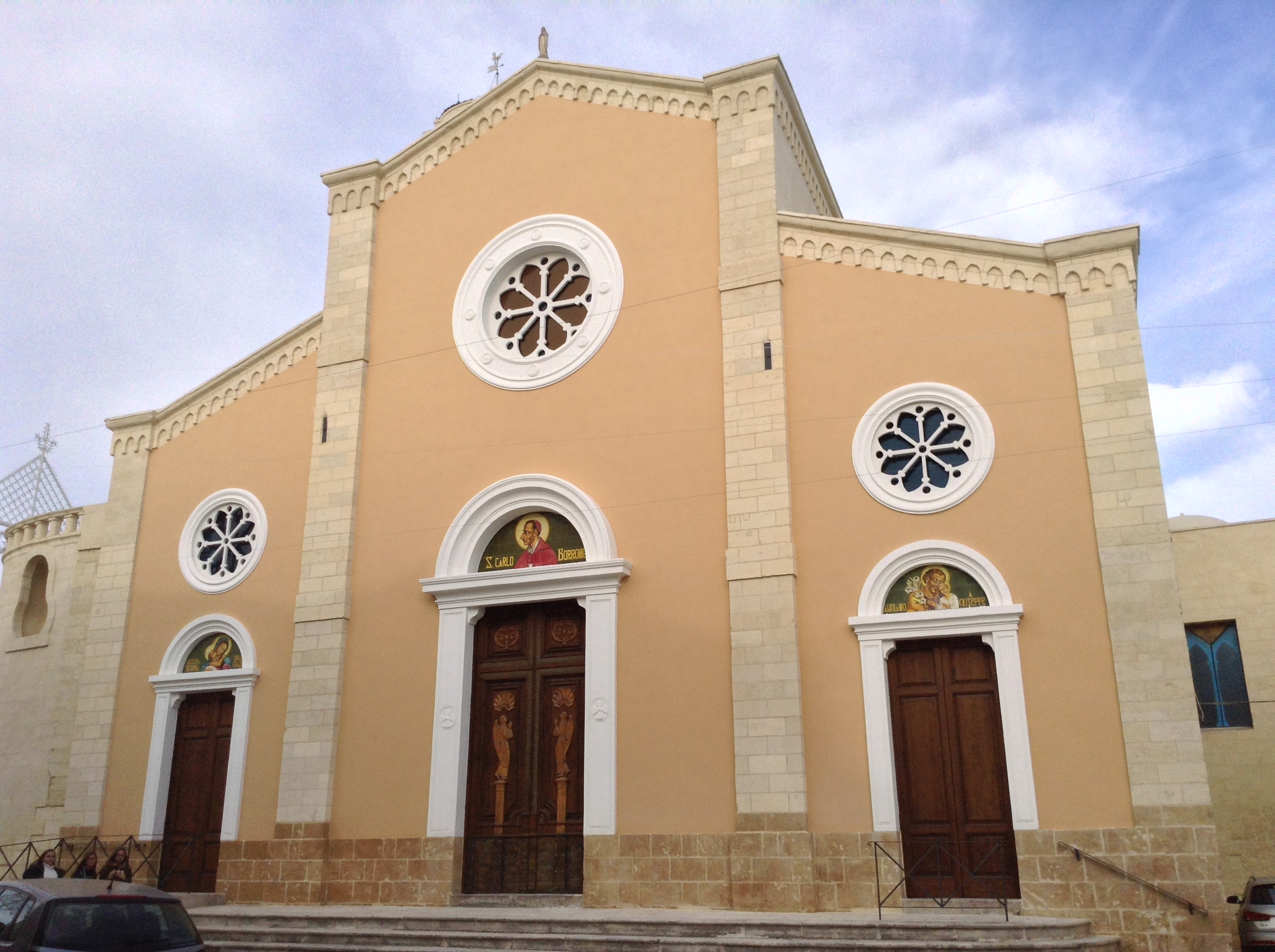
Parrocchia San Carlo Borromeo

- Chiesa Matrice San Carlo Borromeo in Corso Umberto I
- Chiesa dell'Addolorata in Via Addolorata
- Chiesa San Gennaro al Palazzo Capuzzimati in Largo Prete, di proprietà privata
- Chiesa Rupestre Madonna delle Grazie (con affreschi bizantini)
- Chiesa San Giuseppe al Santuario

### Altro

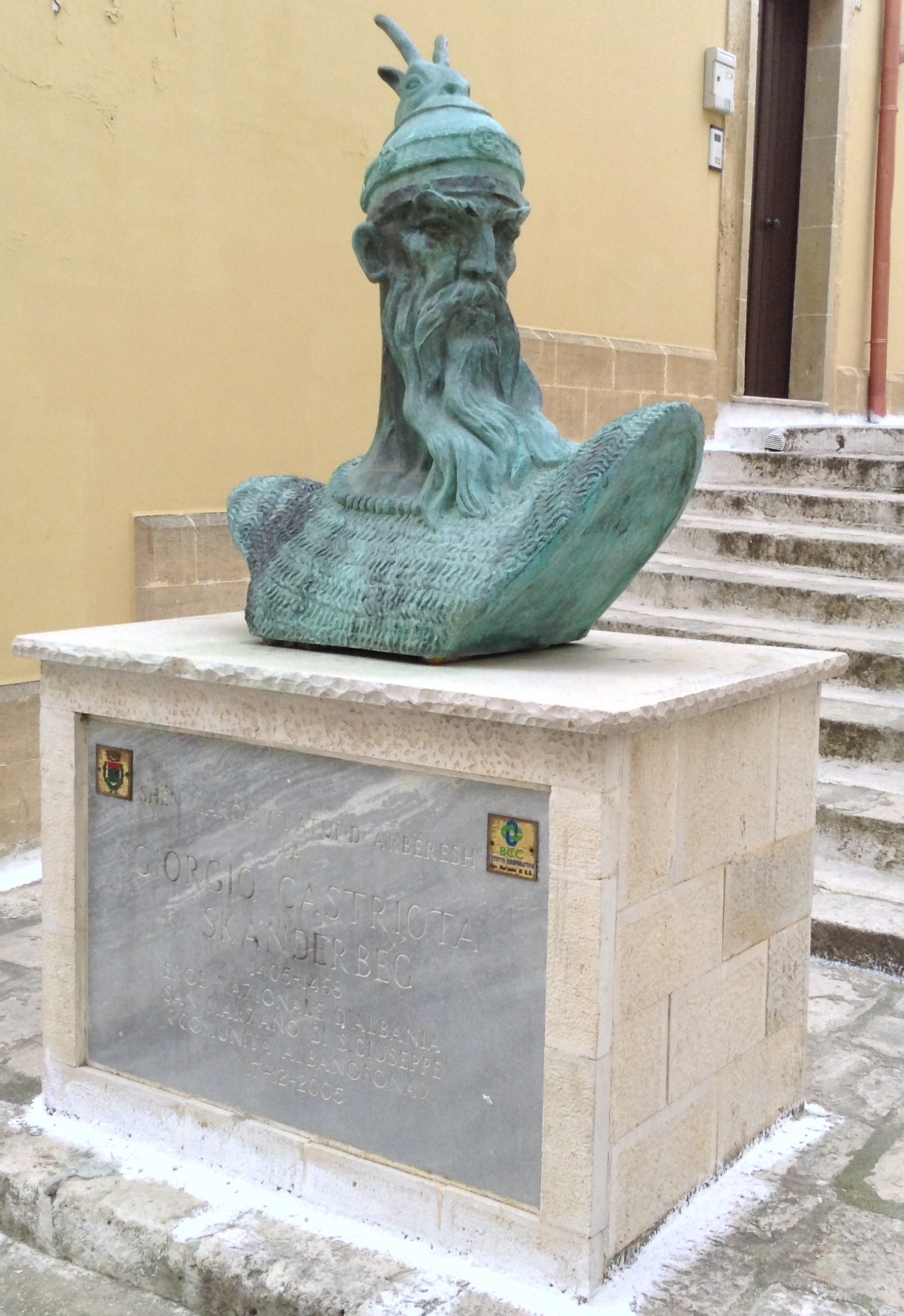
Busto dell'eroe albanese Giorgio Castriota Scanderbeg

- Centro storico con bronzo di Scanderbeg in Via Piazza Milite Ignoto
- Trullo del Brigante Cosimo Mazzeo, detto Pizzichicchio in Contrada Bosco, Strada comunale San Marzano – Oria, in direzione Oria a 2,5 km dal paese, di proprietà privata.
- Palazzo Capuzzimati (anche: Palazzo Marchesale, Palazzo Casalini), situato in Largo Prete, di proprietà privata
- Case antiche con comignolo arbëresh in Via Giorgio Castriota
- Murales "antichi mestieri del paese"[52]
- Masseria Casa Rossa con il tipico comignolo arbëresh in Contrada Ficone; sulla SP 86 in direzione di Sava, a circa 2 km da San Marzano di Giuseppe

### Siti archeologici

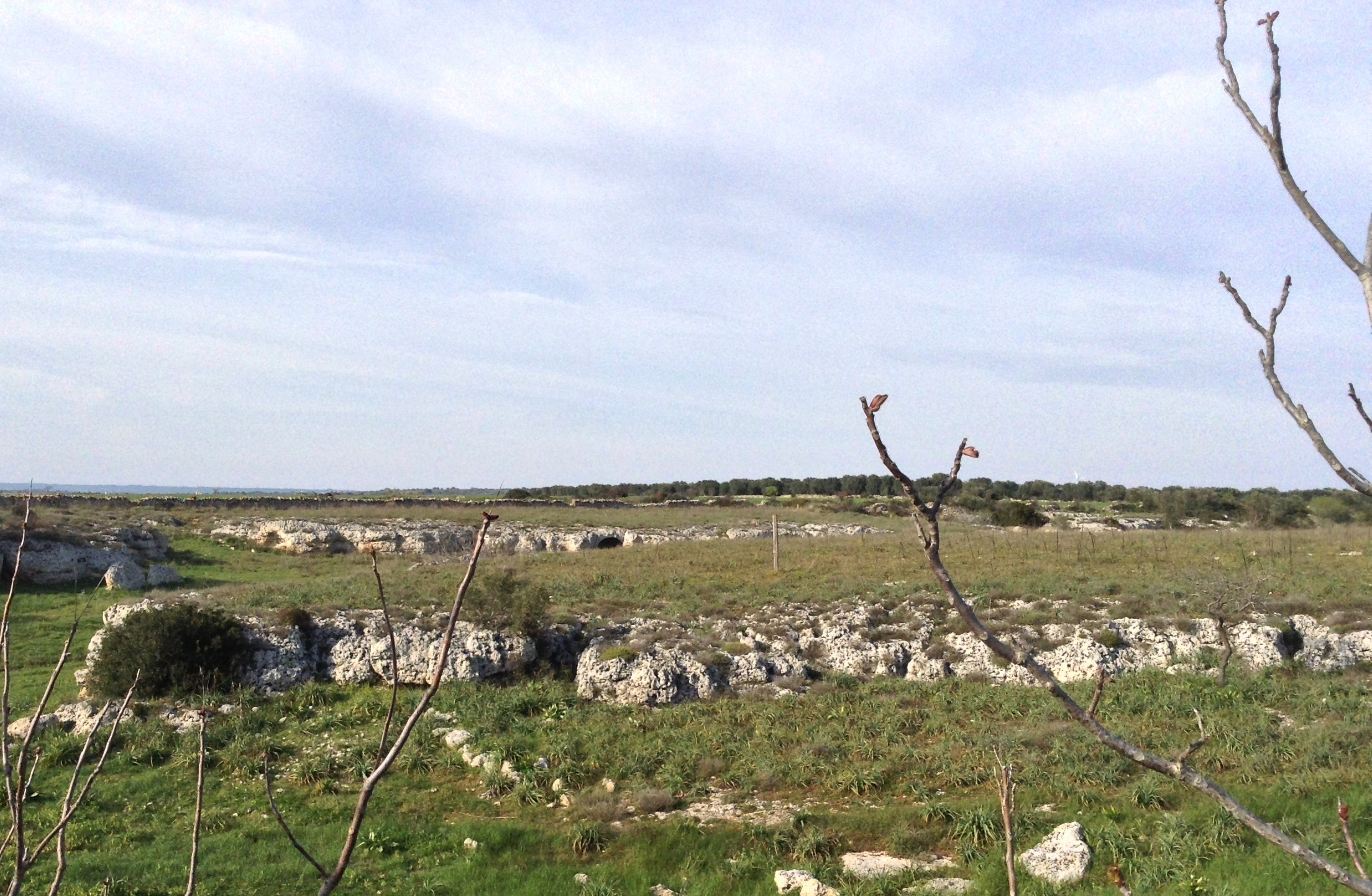
Grotte

- Gravina nei pressi della chiesa Rupestre Madonna delle Grazie

## Società

### Evoluzione demografica
Qualche decennio dopo l'insediamento albanese, si legge in un manoscritto dell'Atlante, che nel 1575 a San Marzano si registravano 74 fuochi (famiglie), pari a circa 370 persone.
In un documento del 1581 riguardante un atto di transazione tra il barone Cesare Capuzzimati e i cittadini di San Marzano, è possibile leggere i cognomi delle famiglie albanesi già consolidatesi sul territorio e che ancora oggi sono presenti o riconducibili a forme ammodernate; questi sono: Todarus (oggi Todaro), Preite (Prete), Joannes Caloiarus (Chiloiro), Andreas Araniti, Antonius Sassus, Lazzarus Lascha (Lasca, Via Lasca), Stasius Musciachius, Petrus Talò, Mattheus Papari (Papari), Duca Barci (contrada Barsci), Dima Raddi (grotta Raddi), Guido Borsci, Martinus Rocara, Giorgius Riddi, Antonius Magrisi (grotta Magrisi), Coste (Di Coste), Capuzzimadi (Capuzzimati), Rasi, Borgia (Borgia) ed altri.
I cognomi italianizzati di origine albanese sono: Airò (trasferitoso a Manduria nella seconda metâ del XVI secolo), Bianco (Bianchi; (trasferitoso a Manduria nel XVII secolo), Borsci (probabile provenienza da Borsh in Albania), Calagna (Calagni; trasferitoso a Manduria nella seconda metâ del XVI secolo), Capuzzimati, Gravile (Gavrilis, Gravili, Gavril in greco-albanese), Lopez (cognome spagnolo; (Lopes, Lops è più probabile una derivazione da soprannomi originati dal termine albanese lopë = vacca), Macripò (origine arbëreshë - più probabilmente greco-albanese)), Malagnino (Magagnino), Massareca (trasferitoso a Manduria nella seconda metâ del XVI secolo), Pichierri (origine arbëreshe, provenienza Piqeras in Albania).
Dalla valutazione del tavolario Salvatore Pinto del 3 dicembre 1630 si evince che a San Marzano c'erano 53 fuochi, pari a circa 250 persone. Secondo il rapporto del tavolario Scipione Paterno dall'8 luglio 1633 a San Marzano vivevano 75 famiglie (schiavoni e albanesi). Un documento del 1736 mostra che il luogo contava 410 persone e nel 1921 c'erano circa 3.000 abitanti.
Abitanti censiti

### Lingue e dialetti

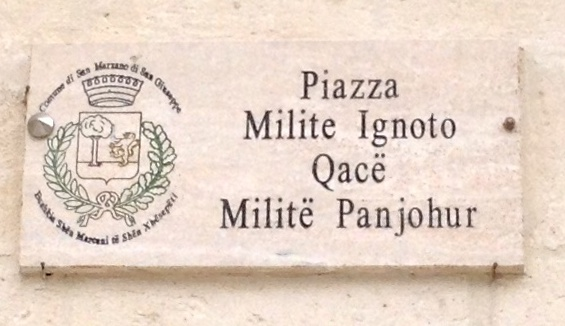
Un'insegna bilingue, in italiano e in albanese

La conservazione della lingua arbëreshe è ciò che differenzia la comunità di San Marzano da tutte le altre della provincia di Taranto. La lingua albanese parlata a San Marzano di San Giuseppe, chiamata dai locali arbërisht, arbërishtja o gljuha arbëreshe, è un sub-dialetto del tosko (alb: toskë), che si parla nel sud dell'Albania, dove ebbe origine la diaspora di massa.
La mancata partecipazione nei cambiamenti culturali ed economici di Taranto, ha fatto sì che si conservasse l'identità etnica con tutti i suoi riti e il suo folklore, almeno fino al 1622, quando l'arcivescovo di Taranto, Antonio d'Aquino, con un decreto soppresse il rito bizantino e avviò la latinizzazione della pratica religiosa, che accelerò la scomparsa delle tradizioni e degli usi e costumi balcanici.
A San Marzano gli arbëreshë hanno assimilato in pieno la cadenza, il ritmo e l'inflessione della voce del dialetto salentino, anche se si esprimono nella lingua albanese.
La lingua albanese di San Marzano è soprattutto una lingua prettamente orale; la lingua scritta non è mai stata molto diffusa ed ancora oggi è limitata a particolari pubblicazioni culturali. Poiché la lingua è stata tramandata solo attraverso una tradizione orale, ne è risultato di conseguenza che, progredendo culturalmente, il cittadino sammarzanese ha arricchito le sue conoscenze di nuovi termini italiani, a lui sconosciuti nella lingua originaria. I termini italiani venivano “albanesizzati”, e oggi sono ritenuti parte della “vera” lingua arbëreshe. Per questo si possono notare delle parole arbëreshe che assomigliano al dialetto locale.
Allo stato attuale, tuttavia, si può osservare una lenta perdita del patrimonio linguistico albanese, poiché solo la metà della popolazione usa la lingua, limitatamente in privato e nei luoghi pubblici della cittadina.
La perdita dell'uso quotidiano della lingua abanese tra le nuove generazioni,  si fa risalire agli anni 1960-1963 e quindi per i nati successivamente a tale data. Ciò avvenne, principalmente, su pressione e sollecitazione da parte delle istituzioni scolastiche locali, le quali riscontrando in alcuni alunni difficoltà di apprendimento e associandola, erroneamente, all'uso quasi esclusivo, all'interno delle famiglie, della lingua albanese,  invitarono i genitori degli alunni di allora ad astenersi dal parlare con i figli la lingua albanese e di rivolgersi a loro nel dialetto salentino. 
I genitori ebbero, perciò,  timore che i figli non sarebbero stati sufficientemente fluenti nella lingua italiana quando avrebbero iniziato ad andare a scuola, unica fonte, allora,  di generale apprendimento della lingua italiana . La TV non aveva ancora avuto quella diffusione che poi ebbe e pertanto non poteva ancora essere di aiuto per i figli delle famiglie monolingue albanesi.
Si è venuta, così, a creare una situazione singolare : le famiglie adottarono una soluzione ibrida rispetto a quella di un genitore una lingua.
In pratica i genitori si rivolgevano ai figli sempre ed esclusivamente usando il dialetto come prima lingua , mantenendo, invece,  la lingua albanese nelle loro conversazioni e rapporti personali
La conseguenza è stata che quelli nati successivamente agli anni 1963 , comprendevano e comprendono tutt'ora la lingua albanese parlata dai loro genitori, ma non parlandola in famiglia non la parlavano neppure tra i coetanei . Tra di loro utilizzavano esclusivamente il dialetto.
Da allora la lingua albanese, tra gli abitanti del paese,  è diventata inesorabilmente minoritaria.
La lingua diventa visibile nei cartelli stradali e nei nomi delle strade, che a San Marzano di San Giuseppe, in parte, sono ancora presenti. Un datato cartello trilingue (italiano, albanese, inglese) vicino all'ingresso del paese, accoglie il visitatore.
Da diversi anni il comune di San Marzano di San Giuseppe ha istituito uno "Sportello Linguistico Comunale" che si occupa a vario titolo di studi, ricerche, distribuzione di materiali, contatti con altre comunità albanofone d'Italia, docenze in lingua minoritaria, e valorizzazione della cultura albanese locale.

### Religione
Gli albanesi provenienti dall'Albania meridionale, oltre alla loro lingua, usi e costumi, portarono nella nuova patria anche il loro rito religioso orientale.
Appena arrivati, ogni famiglia cercò di costruire una casa nel feudo Rizzi (ora in via Giorgio Castriota). In prossimità della odierna chiesa di San Carlo Borromeo venne costruita la chiesa del casale dedicata a Santa Parasceva secondo l'usanza greca („more graeco“) seguendo i punti cardinali est-ovest con l'altare ad est e l'ingresso ad ovest. Nella tradizione bizantina, l'abside è sempre ad est, dove sorge il sole, a simboleggiare il regno della luce, che rappresenta il Signore Dio.
Con la bolla del 1536 Papa Paolo III diede agli albanesi in Italia pieno riconoscimento all'interno del cattolicesimo. In un rapporto del 1575 alla Santa Sede di Roma emerge che l'arcivescovo di Taranto, Lelio Brancaccio, chiamò gli albanesi dell'Albania Tarantina "popolo senza fede e senza legge" e durante la sua visita del 1578, "incoraggiò" tutte le comunità dell'Albania Tarantina a passare dal rito bizantino al rito latino.
Il 4 maggio del 1578, San Marzano, comunità di rito bizantino, ricevette la sua prima visita pastorale da parte dell'arcivescovo Brancaccio che venne ricevuto dal Papas Demetrius Cabascia, che era stato ordinato da un metropolita di passaggio nel 1560. Dalle informazioni dell'arcivescovo si evince che Papas Cabascia seguiva la liturgia orientale, distribuiva il sacramento secondo questo rituale, celebrava la Divina Liturgia di domenica e nei giorni festivi, benediceva l'acqua battesimale alla vigilia dell'Epifania e l'olio per l'unzione dei catecumeni quando era necessario. Inoltre, Papas Cabascia avrebbe conservato l'Eucaristia consacrata in "Cœna Domini" per i malati e il crisma da diversi anni.

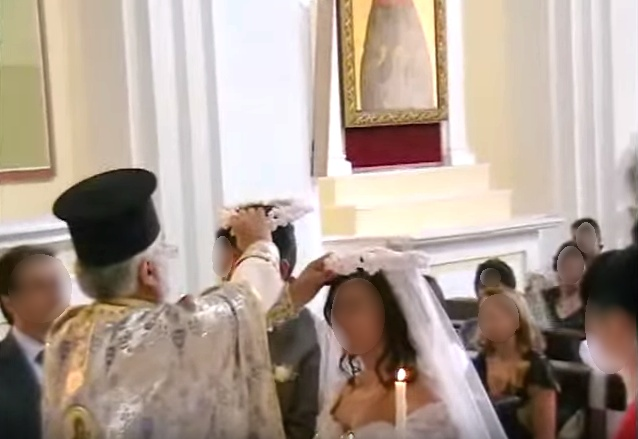
Matrimonio Arbëresh con lo scambio delle corone

I membri della comunità partecipavano alle pratiche religiose, donavano alla chiesa il grano per l'Eucaristia, l'olio per la lampada del Santissimo Sacramento, i soldi per la cera e si prendevano cura della morale del luogo santo. Gli sposi si sposavano con lo scambio delle corone e non con quello gli anelli. Tutti (anche bambini e anziani) osservavano la Grande Quaresima, nella quale l'uso di carne, latticini e olio era vietato fino al Sabato Santo e non sono stati mai registrati comportamenti devianti.
Lelio Brancaccio esortò la gente affermando che era ora di abbandonare il rito bizantino e adottare quello latino, ma la risposta della popolazione fu che voleva continuare a vivere secondo la religione dei loro padri. L'arcivescovo, che era convinto che ciò dipendeva principalmente dal Papas Demetrio Cabascia, esortò i giovani chierici a partecipare al seminario di Taranto, dove sarebbero stati ricevuti gratuitamente. Da San Marzano si presentarono solo due chierici (Aremiti Andrea e Zafiro di Alessandro Biscia), che poco dopo tornarono nella città natale. Sebbene negli anni seguenti altri prelati cercassero di convincere la popolazione a convertirsi, il rito bizantino sopravvisse ancora per molti anni.
Solo nel 1617 i sammarzanesi chiesero all'arcivescovo di Taranto, Bonifacio Caetani di ordinare il chierico Donato Caloiro di San Marzano secondo il rito latino, perché un Papas da solo non era sufficiente a prendersi la cura pastorale della comunità. La fine del rito bizantino e dei riti religiosi associati ebbe inizio a San Marzano e nelle comunità arbëreshe circostanti con il decreto di soppressione da parte dell'arcivescovo Antonio d'Aquino nel 1622.

### Tradizioni e folclore

#### I riti persi
I due eventi più importanti della vita di San Marzano che ricordavano la patria erano gli antichi riti del matrimonio e del funerale, tuttavia col passare del tempo non sono più stati praticati.

#### Il matrimonio

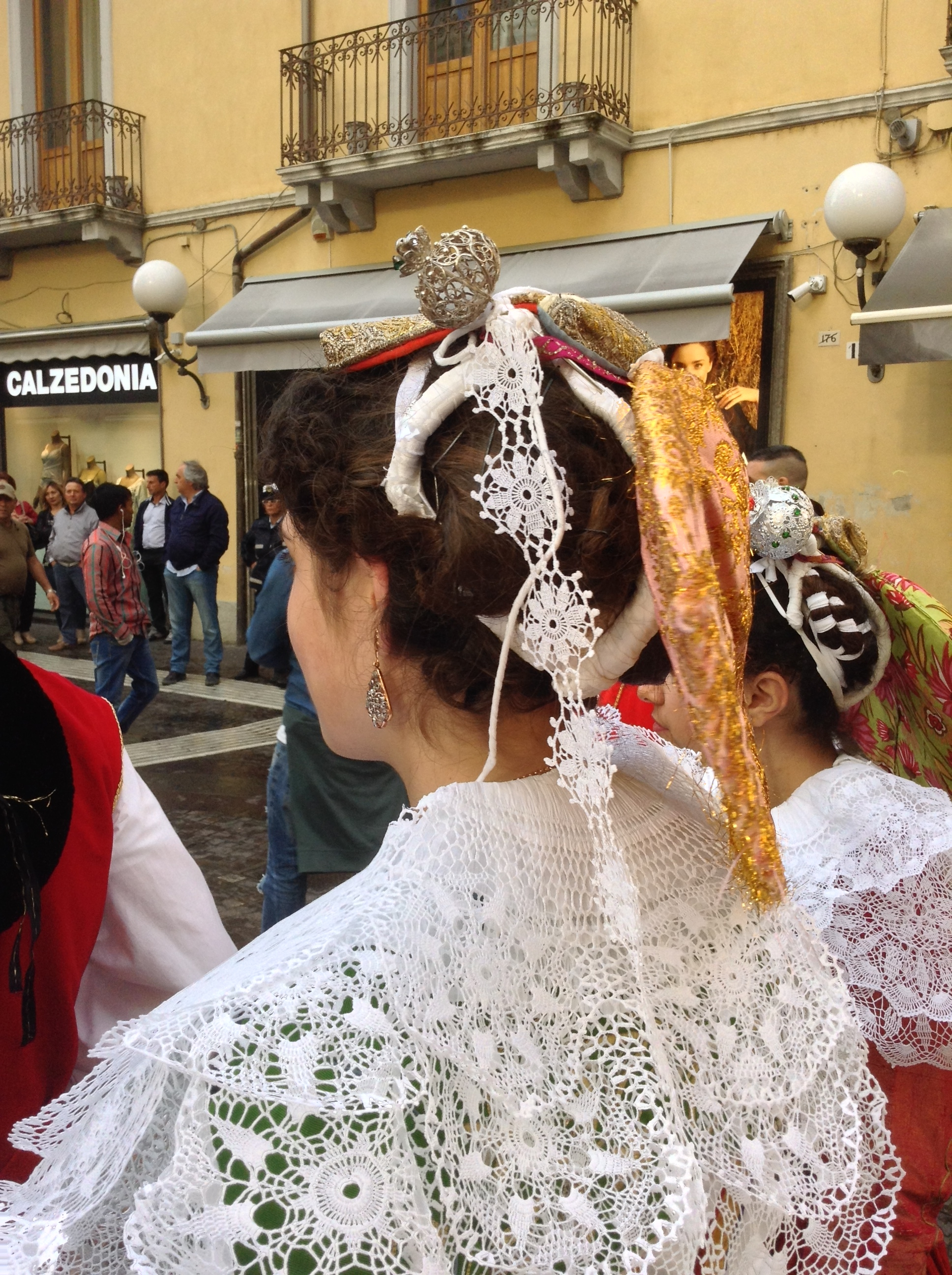
Copricapo di una sposa arbëreshe di San Paolo Albanese

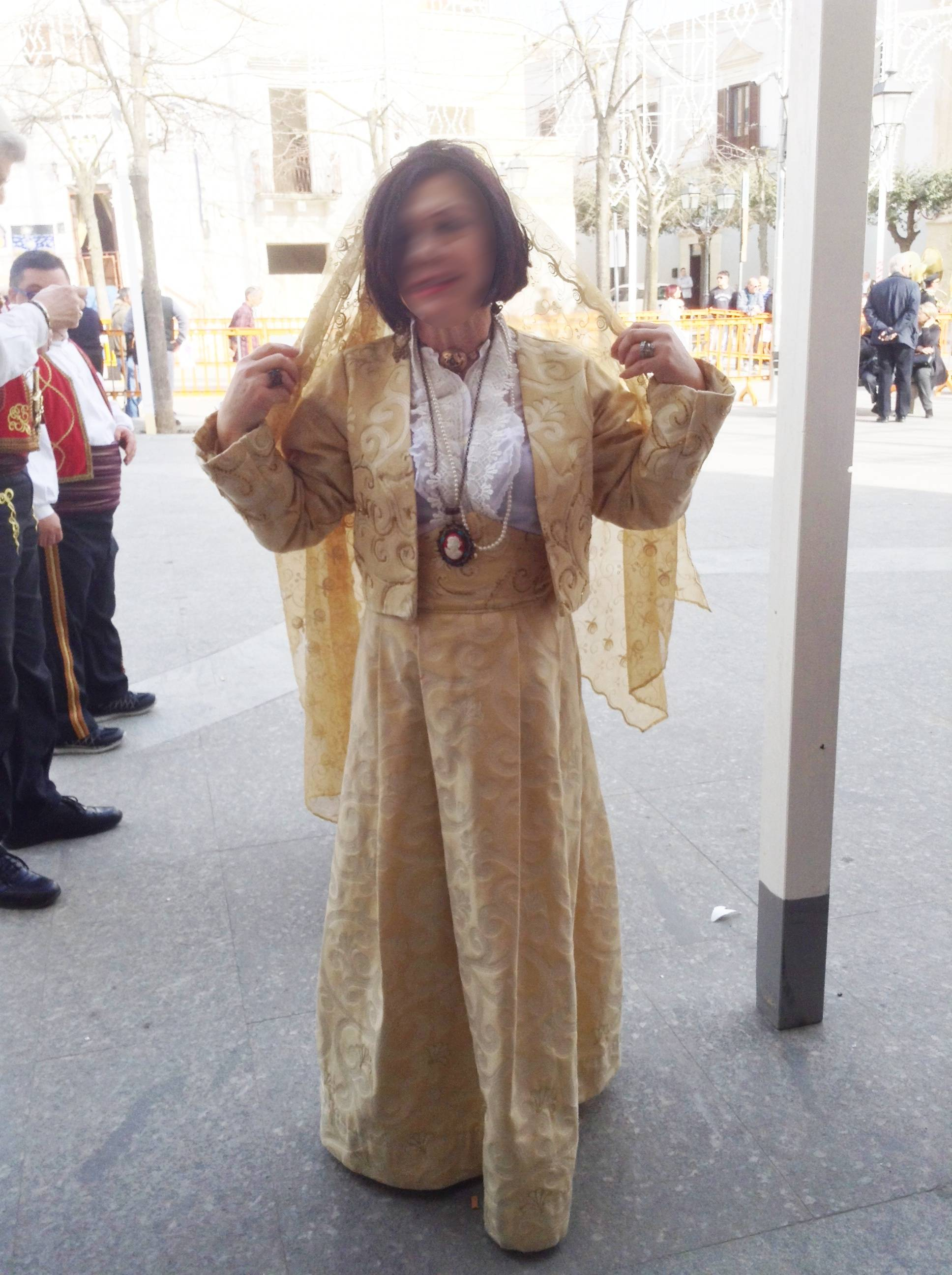
Una sposa arbëreshe

Il Papas accoglieva gli sposi sulla soglia della chiesa e li accompagnava all'interno della chiesa, dove metteva sulle loro teste le corone decorate con nastri colorati. L'uso della corona era già attestato dallo scrittore romano Tertulliano, che simboleggiava la grazia. Questa usanza era così importante nelle celebrazioni del matrimonio che, anche se, nei secoli, l'usanza si era attenuata, il termine "corona" continuava a indicare il sacramento del matrimonio.
Durante l'eucaristia, il Papas consegnava agli sposi un pezzo di pane che entrambi mangiavano a turno per tre volte e un bicchiere di vino dal quale entrambi bevevano un sorso per tre volte. Questa usanza simboleggiava la fedeltà e nessun altro poteva bere dallo stesso bicchiere. Dopo questo rituale, gli sposi giravano tre volte intorno all'altare e il Papas consacrava la riuscita unione. Alla fine, il Papas gettava il bicchiere dal quale aveva bevuto la coppia nella fonte battesimale. Come buon auspicio, il bicchiere doveva rompersi.
Successivamente, gli sposi venivano lasciati soli nella loro nuova casa per otto giorni. L'ottavo giorno lasciavano la loro casa per fare una visita ai parenti. Per questo evento la sposa indossava il "vestito dell'ottavo giorno".

#### Il funerale
Un altro rito che è andato perso è quello del funerale. La bara era circondata da donne che indossavano fino al quarto giorno l'abito migliore; solo successivamente veniva indossato l'abito di lutto. Con i capelli sciolti venivano cantati i lamenti funebri mentre, la bara veniva apparecchiata con delle caramelle e del cibo per i visitatori. Come segno di vedovanza, il sopravvissuto o la sopravvissuta tingeva di scuro le due corone di nozze che erano state attaccate alla testa del letto il giorno del matrimonio.

##### Arcipurcium

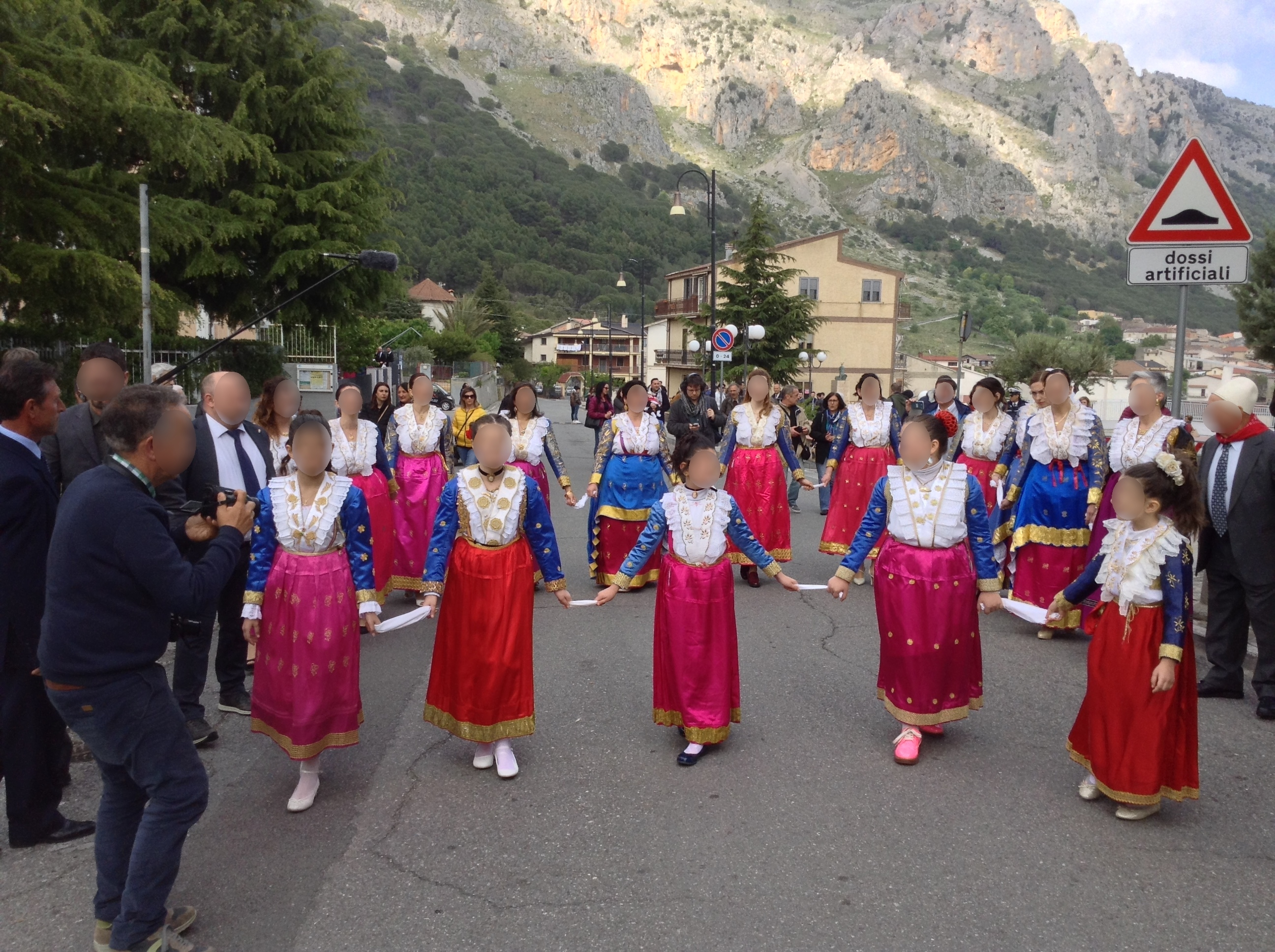
Le Vallje di Frascineto

Una festa importante era l'Arcipurcium (festa di fine carnevale). La parola stessa significa feste, banchetti. Il banchetto veniva celebrato negli ultimi tre giorni del carnevale dalle famiglie dello stesso clan. Le donne indossavano l’abito della festa o quello dell’ottavo giorno, intonavano i canti albanesi e ballavano fino a notte tarda le vallje (balli albanesi). I temi della vallje, dei canti e delle serenate erano felici, ma anche dolorosi e nostalgici, a volte spaventosi. Riferivano le gesta di Giorgio Castriota Scanderbeg e dei suoi soldati, l'amore e la nostalgia della patria perduta, la diaspora in seguito all'invasione ottomana e l'amore delle proprie donne.
Alla fine, il più anziano beveva alla comune redenzione. La festa anticipava l'astinenza della carne e dei latticini che gli arbëreshë osservavano costantemente durante il periodo dell'Avvento e della Quaresima.

#### La festa patronale di San Giuseppe
La festa patronale di San Giuseppe si celebra il 19 marzo e coincide con la festa del papà. La data cade in una stagione in cui gli ulivi vengono potati. Il simbolismo ha origini antiche e rappresenta sia la purificazione sia l'inizio della primavera.

##### La benedizione del pane

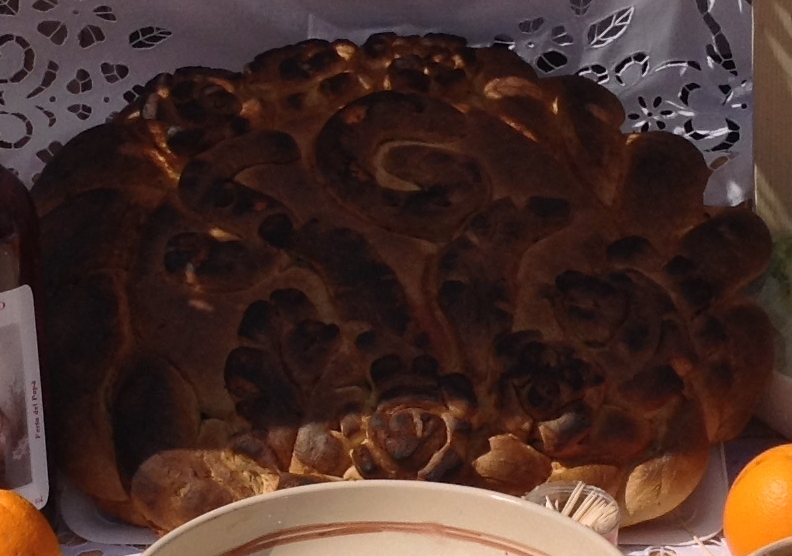
Il pane di San Giuseppe

Il rito della benedizione del pane è legato all'origine del culto di San Giuseppe. Il pane rotondo con le iniziali del santo (S.G., San Giuseppe) o il simbolo della croce è uno degli elementi principali della festa patronale. La tradizione vuole che il pane venga spezzato con le mani e mangiato dopo una preghiera al santo. In passato, un pezzo di pane veniva conservato e le briciole sparpagliate nel terreno, sperando di tenere lontano il brutto tempo.

##### La processione delle fascine

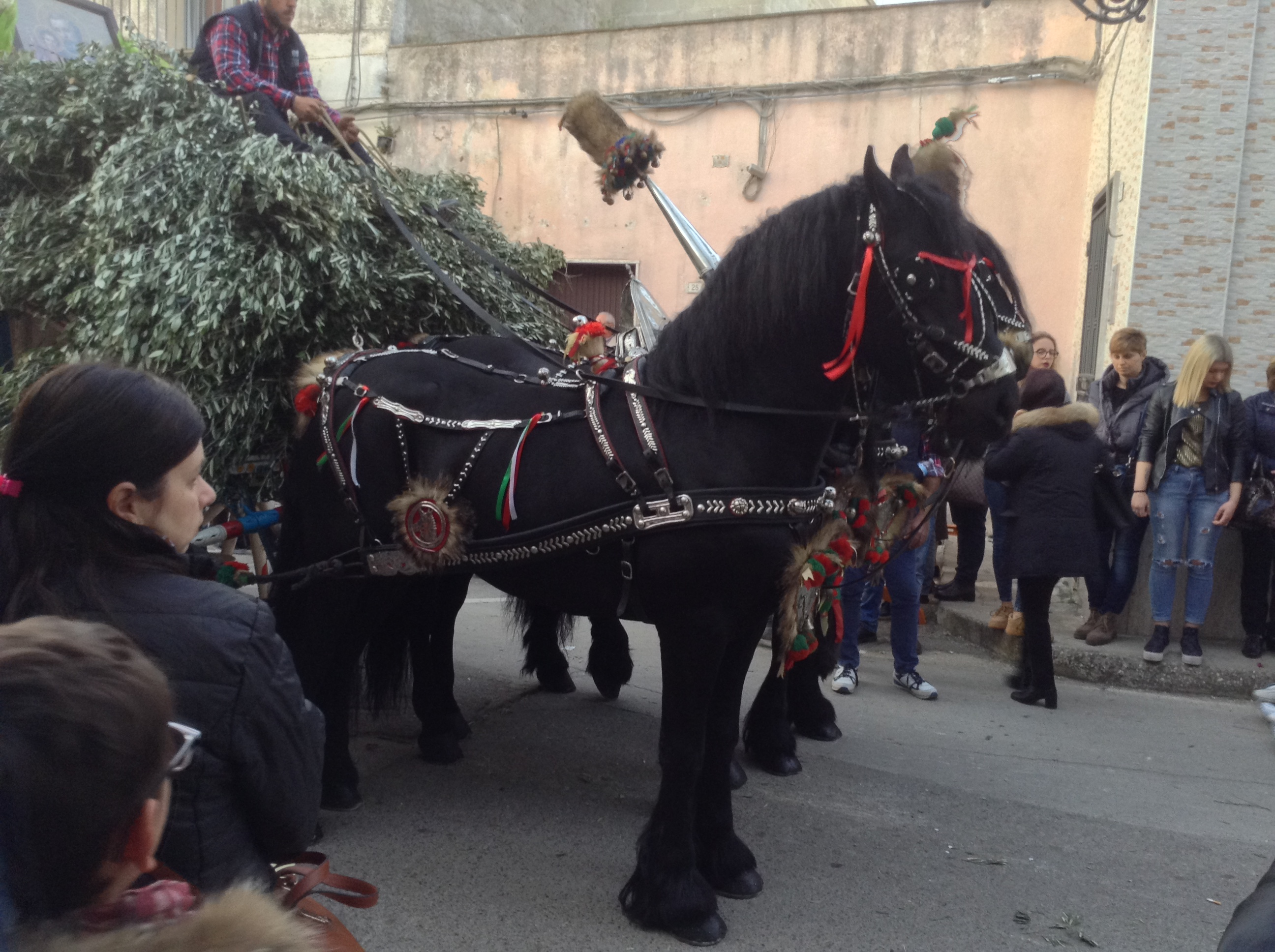
Corteo delle fascine

L'origine della processione delle fascine risale a un evento dell'inizio del secolo XIX: a causa delle temperature estremamente basse e delle difficoltà eccessive, i residenti di San Marzano decisero quell'anno di rinunciare ai soliti piccoli falò nelle strade. Ma durante la notte del 18 marzo, un violento nubifragio causò gravi danni al paese e alla campagna con la distruzione di oliveti e vigneti. Tutto ciò venne interpretato come una punizione del santo che non aveva ricevuto i falò rituali.
Di conseguenza, gli abitanti del paese decisero di offrire a San Giuseppe un unico grande falò su una collina.
Da allora, la processione dei carri e delle fascine di legno è il principale evento popolare e religioso di San Marzano. Inizia il 18 marzo intorno alle ore 16 ed è un corteo che si snoda per le strade. Il corteo si dirige verso un campo alla periferia di San Marzano, dove viene preparato il grande falò. Alla fine della messa serale, il parroco benedice la catasta di legna in tutti i quattro punti cardinali.

##### Le "Tavolate" di San Giuseppe

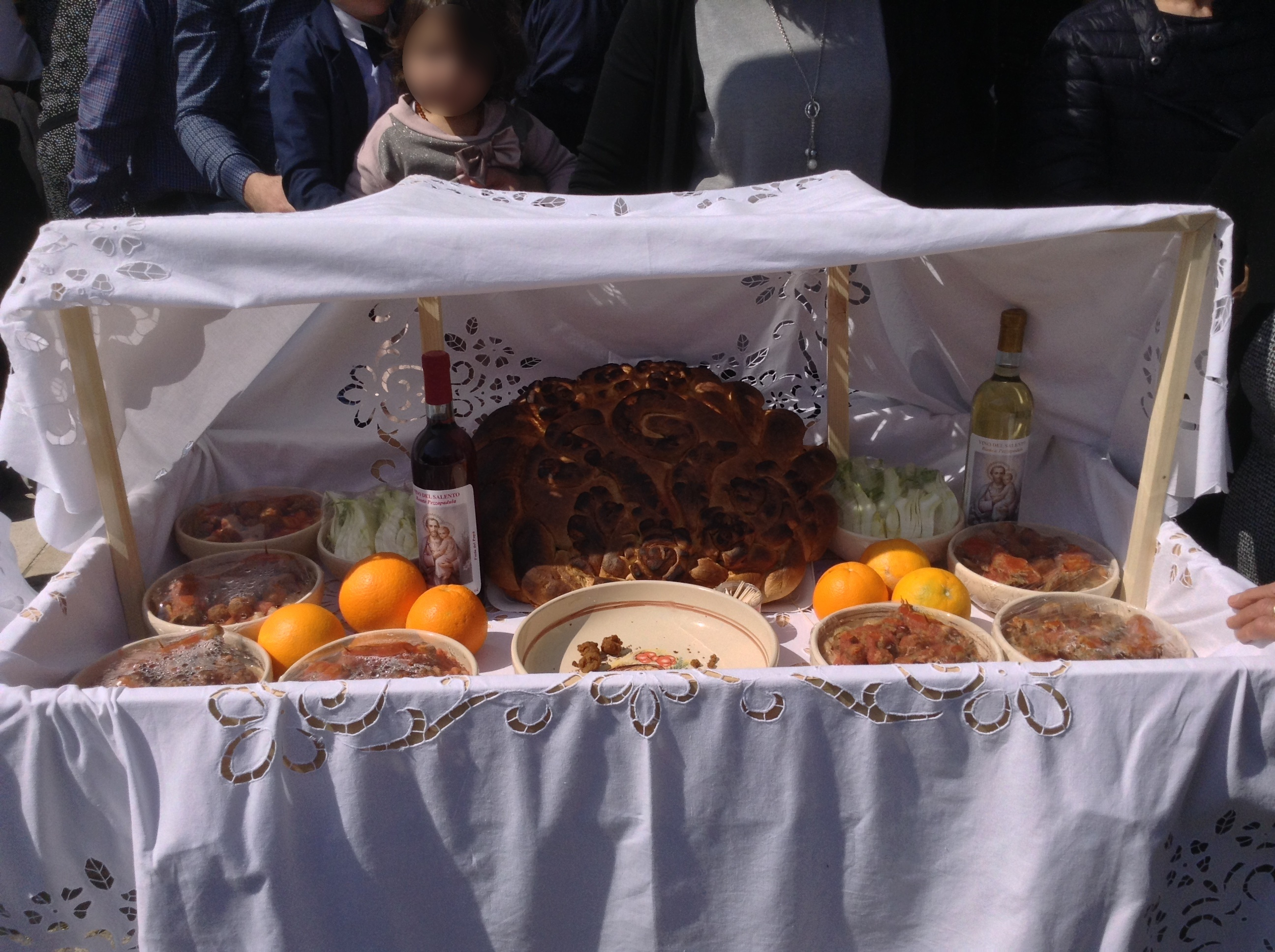
Le Mattre

La tradizione delle tavolate ha le sue origini nell'usanza di organizzare banchetti per i poveri e gli stranieri nella festa di San Giuseppe (19 marzo). Questo in memoria dell'ospitalità che la Sacra Famiglia ha ricevuto durante la fuga in Egitto [53]. Questa usanza è praticata non solo nel Salento, ma anche in Abruzzo, Molise e Sicilia.

##### Le "Mattre"
La mattina del 19 marzo, prima della processione del santo, davanti alla chiesa madre di San Carlo Borromeo, vengono preparate le cosiddette "mattre" (tavole per i poveri) con piatti tipici della tradizione culinaria locale.

#### La festa della Madonna delle Grazie
Le celebrazioni sono precedute dalla pratica devota dei "7 sabati" con preghiere, pellegrinaggi e la cena del Signore dopo la confessione.
Ogni sabato i devoti di San Marzano si riuniscono in un pellegrinaggio al santuario della Madonna delle Grazie. La novena in preparazione per la festa della Madonna inizia il 22 giugno e termina il 30 giugno.

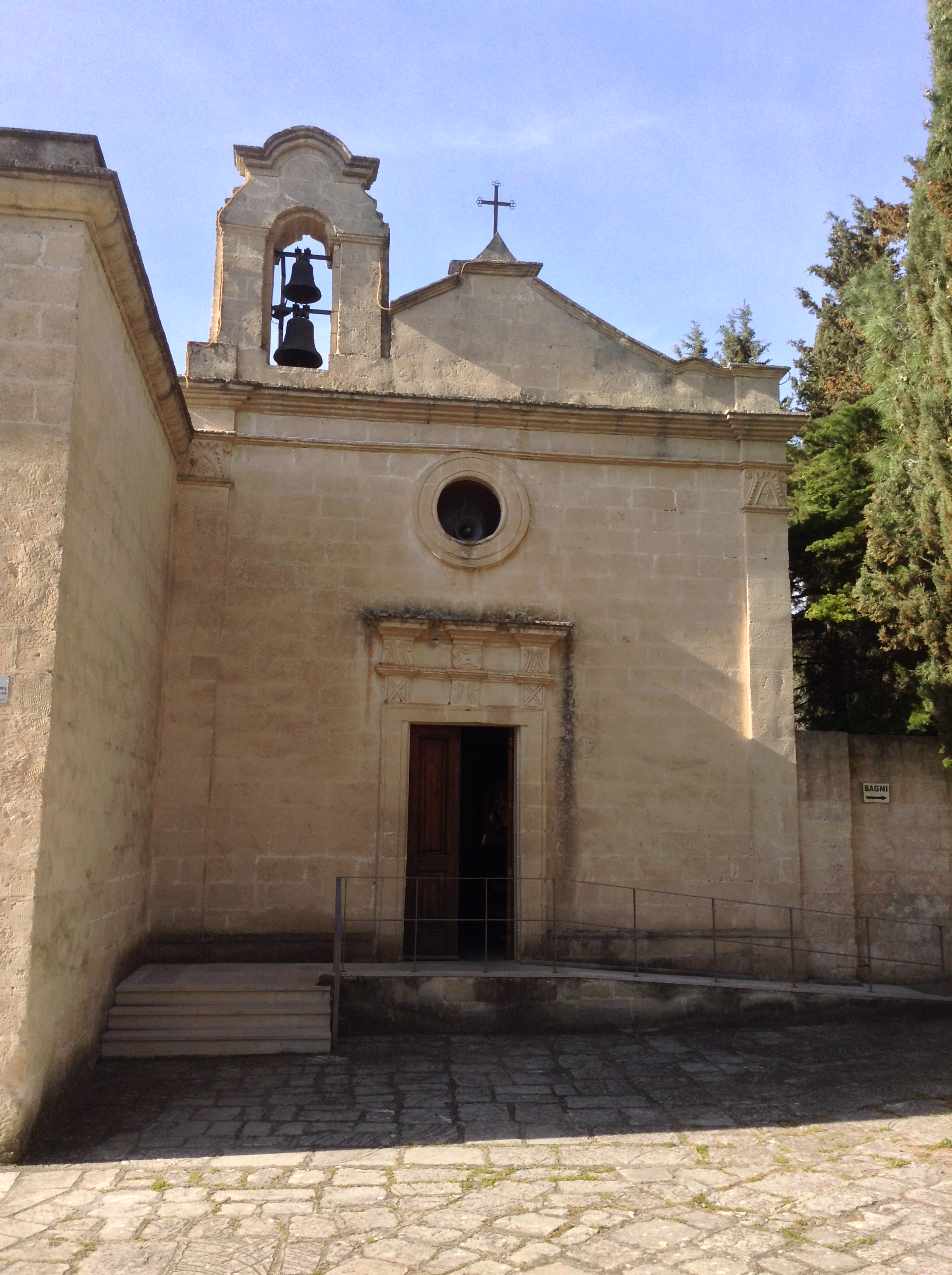
Chiesa San Giuseppe del Santuario Rupestre Madonna delle grazie

Il 2 luglio, alle ore 5 del mattino, i fedeli vanno in pellegrinaggio dalla chiesa madre di San Carlo Borromeo al Santuario della Madonna delle Grazie, che si trova a circa 3 km da San Marzano. Dopo la messa serale invece segue una processione attorno al santuario roccioso.

## Cultura
- Biblioteca San Carlo Borromeo
- Casa Museo la nostra storia (foto e raccolta costumi e oggetti)
- Galleria Mostre d'epoca (esposizioni e mostre artisti locali)
- La Piazzetta, casa espositiva d'epoca

### Cinema
Il paese è stato protagonista in varie pellicole cinematografiche.
- Il primo film documentario è stato realizzato nel 1978 dal titolo "Quando la Scuola Cambia" a cura del regista Vittorio De Seta, per conto della Rai. In quel lavoro viene raccontata la vita del professore Carmine De Padova (sammarzanese) che insegna l'antica lingua arbereshe ai ragazzi della locale Scuola Elementare Casalini. Sempre in questo lavoro vengono intervistati anziani al mercato cittadino[78]
- Altro film che ha San Marzano protagonista si chiama "Il Generale dell'Armata Morta" del 1983, regia di Luciano Tovoli con Marcello Mastroianni, Michel Piccolì e il debuttante Sergio Castellitto. In quel film erano presenti alcuni personaggi di San Marzano[79]
- Nel 2007 vennero girate alcune scene per il documentario "Il Senso degli Altri" regia di Marco Bertozzi[80]
- Nel 2011 è stato girato il film drammatico storico "Brigante Pizzichicchio" regia di Tony Zecca e Mino Chetta[81]
- È ambientato a San Marzano, oltre che in altri centri della provincia jonica, il film «Semina il vento», uscito nel 2020, diretto dal regista pugliese Danilo Caputo.

## Economia

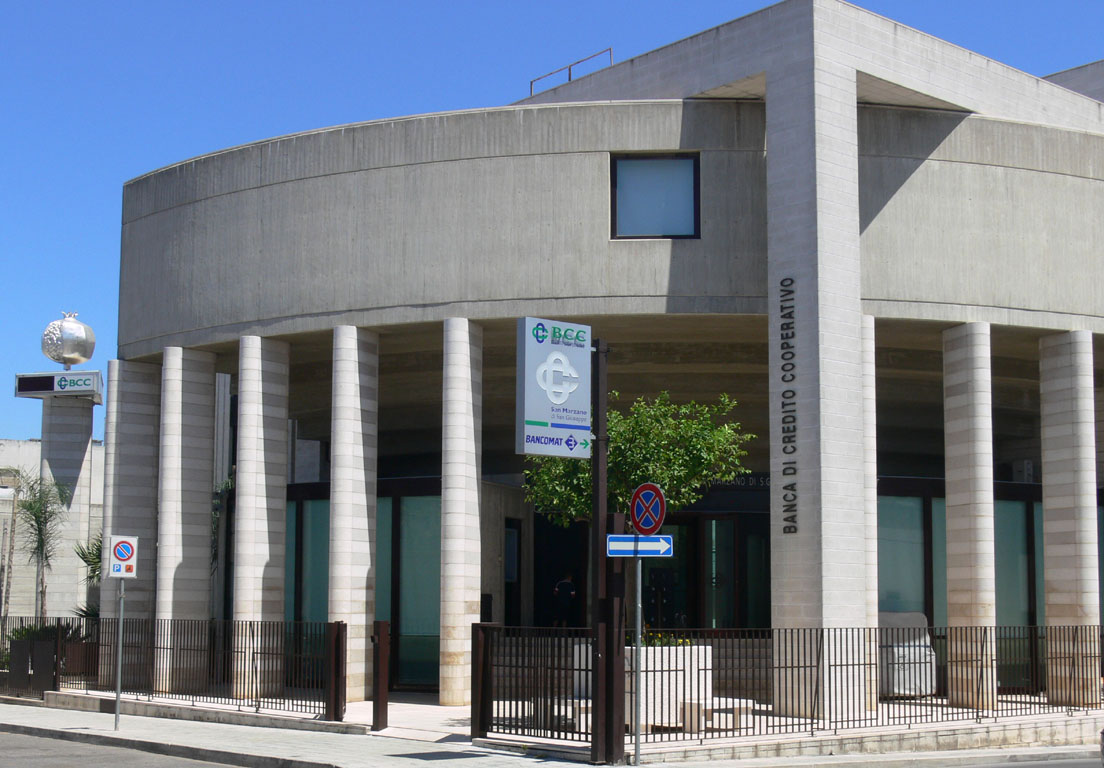
BCC San Marzano di San Giuseppe

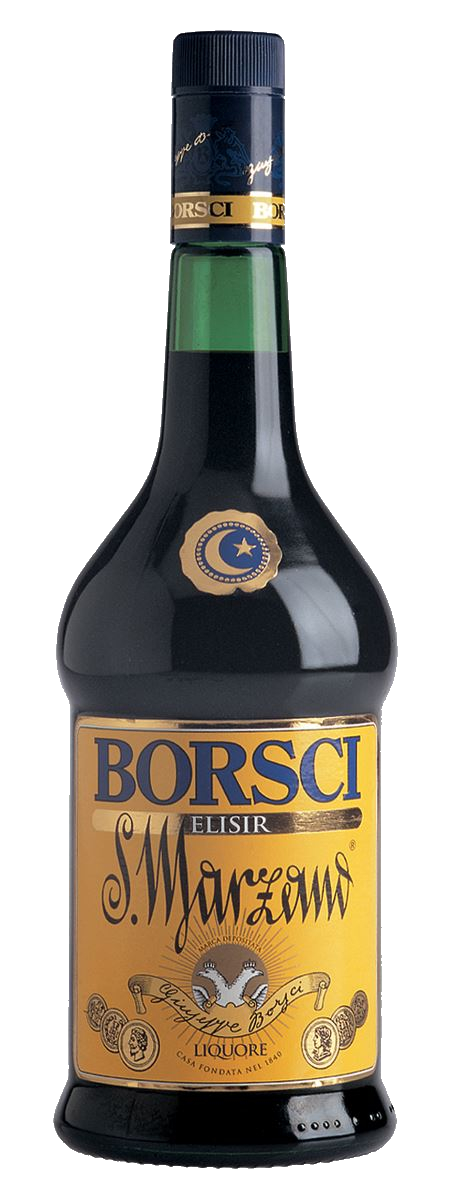
San Marzano Borsci

Economicamente, l'area è caratterizzata dall'agricoltura con la coltivazione di uva da vino e olive. Nel 1962, 19 produttori di vino di San Marzano si unirono e fondarono la 'Cantine San Marzano'. Nel frattempo, alla cooperativa si sono uniti 1200 viticoltori.
Il 17 settembre 1956 fu fondata la Cassa Rurale di San Marzano di San Giuseppe. Oggi, la Banca di Credito Cooperativo (BCC) ha nove filiali nella provincia di Taranto.
Dal 1840 viene prodotto a San Marzano il liquore "Elisir San Marzano Borsci". Nel XX secolo nacque nel quartiere Paolo VI a Taranto una distilleria che rivendicò la produzione del liquore e negli anni '80 il liquore fu lanciato con una campagna pubblicitaria sul mercato nazionale. Nel 2017 l'Elisir San Marzano Borsci è diventato di proprietà dell'antica distilleria calabrese Caffo.

## Infrastrutture e trasporti

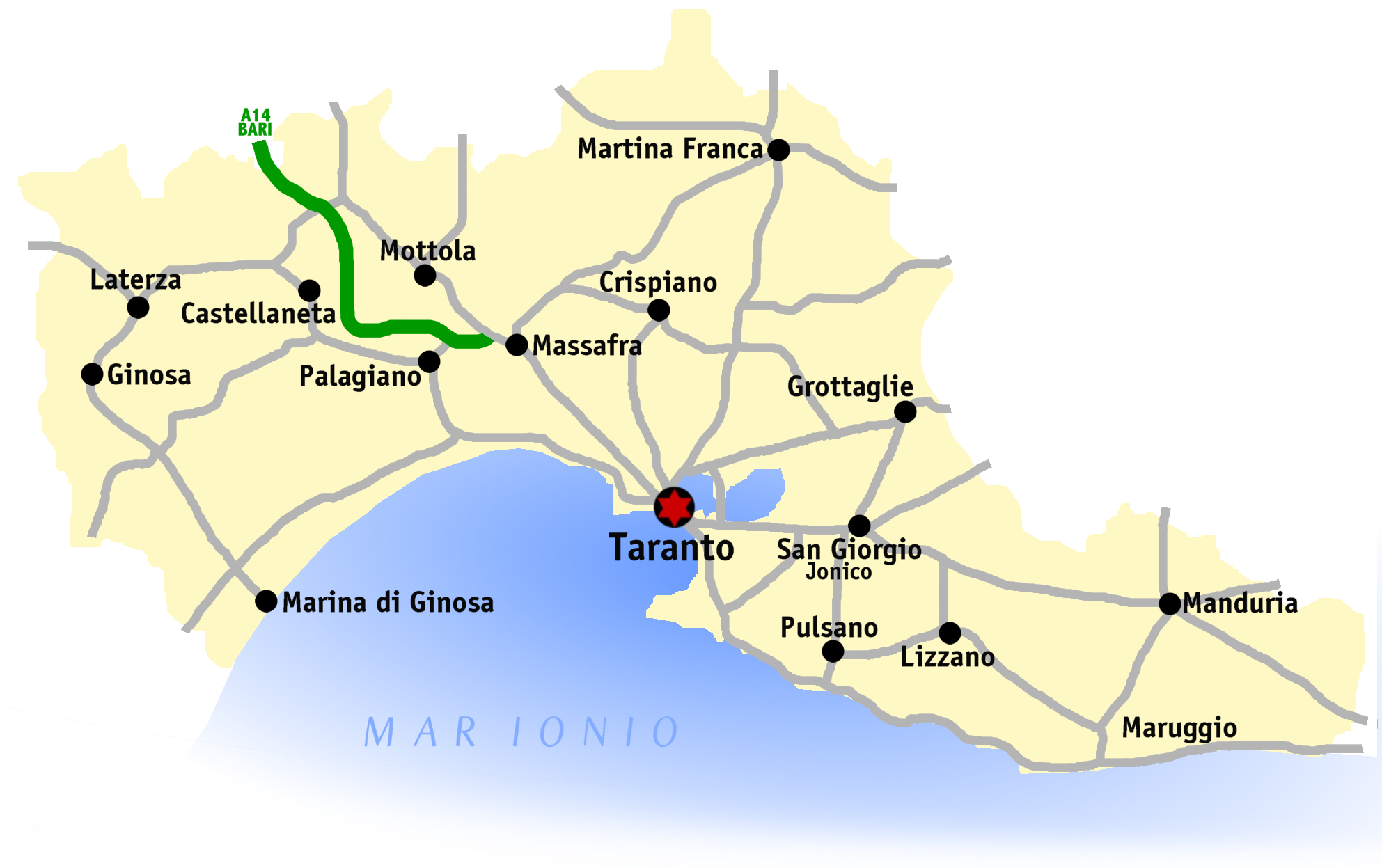
Collegamenti della Provincia di Taranto

### Strade
San Marzano di San Giuseppe si trova un po' lontano dalle strade principali. I collegamenti stradali principali sono (vedi qui): 
- Autostrada A14 Bologna-Taranto (Barriera Massafra) da e per l'Italia settentrionale
- SS 7 ter Salentina
- SS 7 Via Appia da Taranto a Lecce

La stazione ferroviaria più vicina si trova a Taranto.

## Amministrazione
Di seguito è presentata una tabella relativa alle amministrazioni che si sono succedute in questo comune.
| Periodo           | Periodo        | Primo cittadino     | Partito                                 | Carica      | Note   |
| ----------------- | -------------- | ------------------- | --------------------------------------- | ----------- | ------ |
| 1958              | 1964           | Paolo Tarantino     | Democrazia Cristiana                    | Sindaco     | [ 86 ] |
| 21 settembre 1987 | 4 luglio 1992  | Antonio Bruno       | Partito Socialista Democratico Italiano | Sindaco     | [ 86 ] |
| 4 luglio 1992     | 28 aprile 1997 | Giuseppe Tarantino  | Democrazia Cristiana                    | Sindaco     | [ 86 ] |
| 28 aprile 1997    | 14 maggio 2001 | Giuseppe Tarantino  | Cristiani Democratici Uniti             | Sindaco     | [ 86 ] |
| 14 maggio 2001    | 30 maggio 2006 | Giuseppe Tarantino  | centro-destra                           | Sindaco     | [ 86 ] |
| 30 maggio 2006    | 20 marzo 2007  | Giuseppe Tarantino  | Casa delle Libertà                      | Sindaco     | [ 86 ] |
| 20 marzo 2007     | 15 aprile 2008 | Antonio Paglialonga |                                         | Comm. pref. | [ 86 ] |
| 15 aprile 2008    | 28 maggio 2013 | Giuseppe Borsci     | lista civica                            | Sindaco     | [ 86 ] |
| 28 maggio 2013    | 15 maggio 2023 | Giuseppe Tarantino  | lista civica Per San Marzano            | Sindaco     | [ 86 ] |
| 15 maggio 2023    | in carica      | Francesco Leo       | lista civica Insieme in comune          | Sindaco     |        |

## Sport

### Calcio a 5 Femminile
L'A.S.D. Atletic San Marzano calcio a 5 femminile venne fondata da Abatematteo Cataldo e da Giovanni Spada nella stagione calcistica 2014/2015. La stagione non andò benissimo perché la squadra si qualificò al penultimo posto. Nella stagione calcistica 2015/2016 la squadra riesce a raggiungere il secondo posto giocando i play-off contro il Taranto 83, vincendo la semifinale e qualificandosi per la finale dove viene sconfitta con una rete di differenza dal REAL Statte. Nella stagione calcistica 2016/2017 la squadra partecipa al campionato FIGC di Serie C, con il 6º posto raggiunto.

### Calcio
La principale squadra di calcio è stata la Polisportiva Dilettantistica San Marzano che, dopo aver superato i play-off, è stata promossa in Prima Categoria nell'aprile 2013; militava nel campionato regionale di Seconda Categoria dal 2009, anno in cui vinse il campionato di Terza Categoria. Il traguardo massimo è stato ottenuto con la promozione nel campionato di Prima Categoria nel 1988, nel 2005 e nel 2013. Nella stagione 2013 - 2014 per la prima volta nella storia il San Marzano conquista la permanenza in prima categoria per la stagione successiva. Come settori giovanili e scuola calcio, attualmente è presente il Real San Marzano.